# Lijst van afleveringen van The Cosby Show
Dit is een lijst met afleveringen van de Amerikaanse televisieserie The Cosby Show. De serie telt 8 seizoenen. Een overzicht van alle afleveringen is hieronder te vinden.

## Seizoen 1
| Nr. serie | Nr. seizoen | Titel van aflevering                          | Regisseur    | Schrijver                         | Uitzenddatum      |  |
| --- | ----------- | --------------------------------------------- | ------------ | --------------------------------- | ----------------- |  |
| 1 | 1           | Pilot (Theo's Economic Lessons)               | Jay Sandrich | Ed. Weinberger en Michael Leeson  | 20 september 1984 |  |
| Theo praat zijn slecht schoolrapport goed met het argument dat men geen goede punten nodig heeft om aan een job te geraken. Cliff geeft hem daarop lessen in economie met behulp van Monopoly. Denise gaat uit met de oudere ex-marinier Rafael. De nachtrust wordt verstoord door Rudy: de boze wolf zit in haar kleerkast. |             |                                               |              |                                   |                   |  |
| 2 | 2           | Good-bye, Mr. Fish                            | Jay Sandrich | Earl Pomerantz                    | 27 september 1984 |  |
| Nadat Rudy's goudvis sterft, zoekt de familie een oplossing hoe dit nieuws aan Rudy te vertellen en hoe afscheid te nemen van de vis. |             |                                               |              |                                   |                   |  |
| 3 | 3           | Bad Dreams                                    | Jay Sandrich | John Markus                       | 4 oktober 1984    |  |
| Vanessa is stiekem naar een horrorfilm gaan kijken en heeft nu nachtmerries. |             |                                               |              |                                   |                   |  |
| 4 | 4           | You're Not a Mother Night ('Knight to Night') | Jay Sandrich | Karyl Geld Miller en Korby Siamis | 6 december 1984   |  |
| Clair is overwerkt zowel in haar dagelijkse job als in het huishouden. Daarom heeft Cliff een verrassing voor haar: hij heeft een luxueuze hotelkamer met full service geboekt in het exclusieve Biltmore-hotel. Denise is daarom genoodzaakt om te babysitten op Vanessa en Rudy. |             |                                               |              |                                   |                   |  |
| 5 | 5           | Is That My Boy?                               | Jay Sandrich | John Markus                       | 11 oktober 1984   |  |
| Cliff ziet uit naar de dag dat Theo lid wordt van het football-team, een gewoonte bij de Huxtables, maar hij komt al snel tot de conclusie dat Theo geen groot talent is. |             |                                               |              |                                   |                   |  |
| 6 | 6           | Breaking with Tradition                       | Jay Sandrich |                                   | 25 oktober 1984   |  |
| Denise wil les volgen aan de Princeton-universiteit, maar grootvader Russell wil dat ze omwille van de familietraditie naar Hillman gaat. Cliff tracht zijn vader te overtuigen dat het diploma van Princeton beter en prestigieuzer is. Zijn vader weerlegt het argument met het feit dat Cliff er afstudeerde en nu een dokter is met veel aanzien.                                                                                          |             |                                               |              |                                   |                   |  |
| 7 | 7           | One More Time                                 | Jay Sandrich | Earl Pomerantz                    | 1 november 1984   |  |
| Clair wil nog een extra kind. Cliff wil haar van mening doen veranderen en laat haar kennismaken met mevrouw Burke, een van zijn patiënten, die dertien kinderen heeft. Na dit gesprek is Clair nog meer overtuigd om voor extra kinderen te gaan. Volgens Russel ging Cliff enkel naar Hillman omdat Clair daar ook school liep. In het vierde seizoen wordt echter gezegd dat Cliff al naar Hillman ging toen zij nog in het middelbaar zat. |             |                                               |              |                                   |                   |  |
| 8 | 8           | A Shirt Story                                 | Jay Sandrich | John Markus                       | 18 oktober 1984   |  |
| Om zijn vriendinnetje te imponeren, heeft Theo een duur shirt gekocht. Cliff eist dat Theo het kledingstuk terug inwisselt. Denise beweert een exacte kopie te kunnen maken voor een derde van de prijs. Gastoptreden van Kadeem Hardison die later de rol van Dwayne speelde in A Different World |             |                                               |              |                                   |                   |  |
| 9 | 9           | Play It Again Vanessa                         | Jay Sandrich | Jerry Ross                        | 8 november 1984   |  |
| Vanessa is drie dagen op muziekkamp geweest, maar kan nog steeds geen klarinet spelen. Daarom wordt meneer Hampton aangesteld om privélessen te geven, maar hij is wel zeer gedisciplineerd. gastoptreden van Dizzy Gillespie |             |                                               |              |                                   |                   |  |
| 10 | 10          | How Ugly Is He?                               | Jay Sandrich | John Markus                       | 15 november 1984  |  |
| Cliff en Clair nodigen Denise's nieuwe vriend uit. Hij heeft zijn eigen kritieke mening over dokters en rechtsgeleerden. |             |                                               |              |                                   |                   |  |
| 11 | 11          | Bonjour Sondra                                | Jay Sandrich | Jerry Ross & Michael Loman        | 22 november 1984  |  |
| Sondra komt naar huis om Thanksgiving te vieren met haar familie. Althans dat is wat de familie denkt. Sondra zelf wil de vakantie in Parijs doorbrengen. Eerste aflevering met Sabrina LeBeauf als Sondra Huxtable |             |                                               |              |                                   |                   |  |
| 12 | 12          | Father's Day                                  | Jay Sandrich | John Markusen& Elliot Shoenman    | 20 december 1984  |  |
| Cliff tracht zijn kinderen te doen inzien dat ze hun geld beter kunnen besteden aan een degelijk verjaardagscadeau in plaats van brol wat hij gewend is te krijgen. De kinderen willen hem daarom verrassen met een extra cadeau zes maanden voor zijn verjaardag. |             |                                               |              |                                   |                   |  |
| 13 | 13          | Rudy's Sick                                   | Jay Sandrich | Matt Williams                     | 13 december 1984  |  |
| Omdat Clair een belangrijk interview heeft, let Cliff op de zieke Rudy. Ondanks hij zelf dokter is, moet hij toegeven dat het niet eenvoudig is om zorg te dragen voor een zieke. |             |                                               |              |                                   |                   |  |
| 14 | 14          | Independence Day                              | Jay Sandrich | Matt Robinson                     | 10 januari 1985   |  |
| Theo heeft stiekem een oorring laten plaatsen. Het wondje is nu geïnfecteerd dus moet hij zijn vader wel inlichten. Omdat zulke oorring verboden was, krijgt hij een gepaste straf: een preek van zijn grootvader. Eerste aflevering met Clarice Taylor als Anna Huxtable |             |                                               |              |                                   |                   |  |
| 15 | 15          | Physician of the Year                         | Jay Sandrich | John Markus                       | 17 januari 1985   |  |
| Cliff heeft een prestigieuze prijs gewonnen, maar hij kan deze niet afhalen omwille van een vertraging in de bevallingskamer. Daarom neemt zijn zoon Theo de prijs in ontvangst. Gastoptreden van Sheldon Leonard en Aleta Mitchell |             |                                               |              |                                   |                   |  |
| 16 | 16          | Jitterbug Break                               | Jay Sandrich | Matt Williams                     | 31 januari 1985   |  |
| Cliff gaat met zijn vrouw en kennissen uit. Hij toont aan zijn kinderen zijn danskunsten. Zij vinden dit ouderwets en vinden dat breakdance momenteel de hype is. Daarop vraagt Cliff aan zijn vrienden Ralph en Marie om zijn kinderen jazz-danslessen te geven. Gastoptreden van Blair Underwood, Judith Jamison en Donald McKayle |             |                                               |              |                                   |                   |  |
| 17 | 17          | Theo and the Joint                            | Jay Sandrich | John Markus                       | 7 februari 1985   |  |
| Clair en Cliff vinden in Theo's schoolboek een joint. Theo beweert dat deze niet van hem is en gaat op zoek naar de dader. Gastoptreden van Iman Abdulmajid |             |                                               |              |                                   |                   |  |
| 18 | 18          | Vanessa's New Class                           | Jay Sandrich | Matt Williams en Carmen Finestra  | 14 februari 1985  |  |
| Vanessa zit in school een jaar hoger dan haar leeftijdsgenoten. Ze is er zeker van dat haar wetenschapsproject uitermate goed is. Dan ontdekt ze dat haar medestudenten zeer competitief zijn. Eerste aflevering met Pam Potillo als Janet Meisner. |             |                                               |              |                                   |                   |  |
| 19 | 19          | Clair's Case                                  | Jay Sandrich | Winifred Hervey                   | 21 februari 1985  |  |
| Nadat Sondra werd belazerd door een autotechnicus spant Clair hem een rechtszaak aan en start onmiddellijk met de voorbereidingen. Daardoor staat Cliff in voor het avondeten, maar zijn kookkunsten laten te wensen over. Gastoptreden van David Smyrl, Shawn Elliott en Alan North |             |                                               |              |                                   |                   |  |
| 20 | 20          | Back to the Track, Jack                       | Jay Sandrich | Matt Robinson                     | 28 februari 1985  |  |
| Cliff en zijn voormalig footballteam van Hillman hebben het team van Norton University uitgedaagd in een wedstrijd en zijn overtuigd te winnen. Dan beseft Cliff dat hij "vijfentwintig jaar uit conditie is". Gastoptreden van Al Freeman, Jr en Dhamiri Abayomi |             |                                               |              |                                   |                   |  |
| 21 | 21          | The Younger Woman                             | Jay Sandrich | John Markus                       | 14 maart 1985     |  |
| Mike, een vriend van Cliff die enkele jaren geleden weduwnaar werd, heeft een nieuwe vriendin: Nikki. Clair nodigt hen uit en is verbaasd dat Nikki even oud is als Sondra. Gastoptreden van Terry Farrell |             |                                               |              |                                   |                   |  |
| 22 | 22          | Slumber Party                                 | Jay Sandrich | Carmen Finestra                   | 28 maart 1985     |  |
| Clair moet voor enkele dagen naar een seminarie, dus zoekt Cliff naar een manier hoe hij de kinderen zal animeren. Rudy klaagt dat ze niemand heeft om mee te spelen, dus laat Cliff toe dat ze twee vriendjes laat komen. Het gevolg is een heuse party voor achtjarigen. Eerste aflevering met Peter Costa als Peter, Early Hyman as Russell en Alicia Keys                                                                                  |             |                                               |              |                                   |                   |  |
| 23 | 23          | Mr. Quiet                                     | Jay Sandrich | Emily Tracy                       | 2 mei 1985        |  |
| Theo vindt een afgeranselde jongen in het jeugdcentrum. Hij, Cliff en de directeur van het centrum trachten na te gaan wat er is gebeurd, maar de jongen wil niets zeggen. Gastoptreden van Tony Orlando |             |                                               |              |                                   |                   |  |
| 24 | 24          | Cliff's Birthday                              | Jay Sandrich | Elliot Shoenman & John Markus     | 9 mei 1985        |  |
| Cliff krijgt voor zijn verjaardag tickets voor een optreden van Lena Horne. Hij is gecharmeerd wanneer Horne een lied aan hem opdraagt en dat zij zijn familie uitnodigt in de coulissen. Gastoptreden van Lena Horne en Clarence Williams III |             |                                               |              |                                   |                   |  |

## Seizoen 2
| Nr. serie | Nr. seizoen | Titel van aflevering     | Regie        | Schrijver                                     | Uitzenddatum      |  |
| --- | ----------- | ------------------------ | ------------ | --------------------------------------------- | ----------------- |  |
| 25 | 1           | First Day of School      | Jay Sandrich | John Markus en Elliot Shoenman                | 26 september 1985 |  |
| Het is het einde van de eerste schooldag. Nu Denise geen beugel meer draagt, wil ze haar sociaal leven hernemen in een leven met jongens en make up. Theo kan niet overweg met zijn lerares wiskunde. Rudy wil niet terug omdat ze werd gepest. |             |                          |              |                                               |                   |  |
| 26 | 2           | The Juicer               | Jay Sandrich | Matt Williams                                 | 3 oktober 1985    |  |
| Vannessa moet babysitten. In een onbewaakt moment testen Rudy en Peter de nieuwe citruspers uit waardoor de hele keuken onder een smurrie komt te zitten. Theo verbiedt Vanessa om de keuken schoon te maken, omdat Rudy en Peter hun verantwoordelijkheid moeten nemen. |             |                          |              |                                               |                   |  |
| 27 | 3           | Happy Anniversary        | Jay Sandrich | Elliot Shoenman                               | 10 oktober 1985   |  |
| Cliff geeft zijn ouders een cruise cadeau voor hun huwelijksverjaardag alsook een portret van hen. Zij zijn uiteraard vereerd, maar vinden dat hun kleinkinderen voor de leukste verrassing hebben gezorgd: het avondeten en een playback van Ray Charles' Night Time Is the Right Time. |             |                          |              |                                               |                   |  |
| 28 | 4           | Cliff in Love            | Jay Sandrich | John Markus                                   | 17 oktober 1985   |  |
| Sondra heeft een nieuwe vriend, de onbetrouwbare Elvin. Cliff vindt dat medisch student Daryl een betere partij voor haar is en geeft hem tips hoe hij Sondra voor zich kan winnen. Wanneer Sondra ruzie heeft met Elvin, gaat ze met tegenzin uit met Daryl. Eerste aflevering met Geoffrey Owens als Elvin. Joseph C. Phillips speelt de rol van Daryl, maar zal in seizoen 6 terugkeren als Martin Kendall, de man van Denise.                                                                                                 |             |                          |              |                                               |                   |  |
| 29 | 5           | Theo and the Older Woman | Jay Sandrich | Carmen Finestra                               | 24 oktober 1985   |  |
| Theo heeft Denise geholpen met een schoolproject. Als wederdienst moet Denise nu een ontmoeting regelen tussen hem en Suzanne. Theo is al langer verliefd op Suzanne en wil met haar een date. Dan duikt plots Suzannes stoere vriend op. Gastoptreden van Robin Givens en Blair Underwood |             |                          |              |                                               |                   |  |
| 30 | 6           | Halloween                | Jay Sandrich | Elliot Shoenman                               | 31 oktober 1985   |  |
| De familie Huxtable bereidt Halloween voor. Vannessa geeft een feestje en verbergt haar ware gevoelens voor Robert. Gastoptreden van Akili Prince en eerste aflevering met Dondre Whitfield als Robert |             |                          |              |                                               |                   |  |
| 31 | 7           | Denise Drives            | Jay Sandrich | Carmen Finestra                               | 14 november 1985  |  |
| Nu ze haar rijbewijs heeft behaald, wil Denise de eerste beste wagen kopen. Cliff moet haar intomen zodat ze niet een te dure wagen of een wrak koopt. Via familievriend en klusjesman meneer Lucas kan Denise de auto van zijn tante kopen. Nadat Cliff een ouder koppel vertelt dat ze weldra ouders zullen worden, zijn ze in shock. Ze zijn reeds grootouders van een vijfjarig kleinkind. Gastoptreden van David Langston Smyrl                                                                                              |             |                          |              |                                               |                   |  |
| 32 | 8           | Rudy Suits Up            | Jay Sandrich | Gary Kott                                     | 7 november 1985   |  |
| Rudy is onlangs lid geworden van het footballteam en tot grote verbazing van Cliff blijkt zij een talent te zijn. Clair is van mening dat de jonge Rudy te veel letsels zal oplopen. |             |                          |              |                                               |                   |  |
| 33 | 9           | Clair's Sister           | Jay Sandrich | Elliot Shoenman en John Markus                | 21 november 1985  |  |
| Clairs zus Sara kondigt haar verloving met Garvin aan. Terwijl Clair en haar moeder Carrie Sara levenslessen over het huwelijk geven, geven Cliff en Al Hanks aan de bruidegom uitleg over de rol van een goede man. Gastoptreden van Mario Van Peebles. Eerste aflevering met Joe Williams als Al Hanks. |             |                          |              |                                               |                   |  |
| 34 | 10          | Denise's Friend          | Jay Sandrich | John Markus                                   | 12 december 1985  |  |
| Michelle, een vriend van Denise, gaat op consultatie bij Cliff. Ze denkt met een medisch probleem te zitten en durft er haar eigen ouders niet over aan te spreken. Met dit in het achterhoofd vragen Cliff en Clair zich af of hun eigen kinderen hun ouders raadplegen indien ze met problemen of vragen zitten. Daarom wordt er een praatavond met het gezin gehouden, maar de kinderen komen met heel wat hypothetische vragen waarop Cliff en Clair niet direct een antwoord hebben. Gastoptreden van Stacey Dash            |             |                          |              |                                               |                   |  |
| 35 | 11          | Clair's Toe              | Jay Sandrich | Matt Williams                                 | 5 december 1985   |  |
| Clair breekt een van haar tenen. Ze is ervan overtuigd dat dit haar werk als advocate en huismoeder niet kan beletten. |             |                          |              |                                               |                   |  |
| 36 | 12          | Mrs. Westlake            | Jay Sandrich | Elliot Shoenman                               | 2 januari 1986    |  |
| Omdat Theo het moeilijk heeft met zijn wiskunde, nodigen Cliff en Clair zijn lerares, mevrouw Westlake, uit voor een gesprek. Theo, die de lerares omschrijft als een dragonder, vreest dat dit de slechtste avond uit heel zijn leven wordt. Tot ieders verbazing blijkt de lerares buiten de lesuren een zeer sympathieke, charmante dame te zijn. Gastoptreden van Sonia Braga |             |                          |              |                                               |                   |  |
| 37 | 13          | Vanessa's Bad Grade      | Jay Sandrich | Ross Brown                                    | 16 januari 1986   |  |
| Sinds Vanessa samen studeert met klasgenoot Robert, zijn haar schoolresultaten gezakt. Uit vrees dat ze daarom niet naar het schoolbal mag gaan, verstopt ze het rapport. Op de bewuste avond draagt Vanessa zonder toestemming de nieuwe sweater van haar zus Denise wat tot een gevecht leidt. |             |                          |              |                                               |                   |  |
| 38 | 14          | The Auction              | Jay Sandrich | Gary Kott                                     | 9 januari 1986    |  |
| Clair ontdekt dat een schilderij van haar grootoom op een veiling wordt verkocht. Dat schilderij hing vroeger bij haar grootouders, maar ze moesten het uit noodzaak verkopen om hun medische facturen te betalen. Clair wil dat het schilderij terug in de familie komt ondanks de hoge startprijs. Gastoptreden van John Marion, toen hoofd van Sotheby's. |             |                          |              |                                               |                   |  |
| 39 | 15          | Theo and Cockroach       | Jay Sandrich | Thad Mumford                                  | 30 januari 1986   |  |
| Theo en zijn maat Cockroach hebben binnen twee dagen een examen over Macbeth. Ze hebben geen intentie om dit te lezen en zoeken nu naar een oplossing om toch te slagen. De rest van de familie houdt een sneeuwballengevecht. Eerste aflevering met Carl Anthony Payne II als Cockroach. |             |                          |              |                                               |                   |  |
| 40 | 16          | The Dentist              | Jay Sandrich | Elliot Shoenman                               | 6 februari 1986   |  |
| Peter, een vriendje van Rudy, heeft schrik van de tandarts. Daarom neemt Cliff hen mee naar hun tandarts Dr. Burns. Burns heeft een methode ontwikkeld waardoor de schrik bij Peter op korte tijd is verdwenen. Gastoptreden van Danny Kaye |             |                          |              |                                               |                   |  |
| 41 | 17          | Play It Again, Russell   | Jay Sandrich | John Markus                                   | 13 februari 1986  |  |
| Cliff en zijn moeder Anna overtuigen met "omgekeerde psychologie" om vader Russel terug te laten optreden met zijn voormalige band "The Jazz Caravan". Gastoptreden van Tito Puente, Art Blakey, Percy Heath, Jimmy Heath, Tommy Flanagan, Eric Gale, Joe Wilder, Patato en Bootsie Barnes |             |                          |              |                                               |                   |  |
| 42 | 18          | A Touch of Wonder        | Jay Sandrich | Matt Williams                                 | 20 februari 1986  |  |
| Denise en Theo werden door een limousine aangereden, maar hebben geen lichamelijke letsels. Hun verbazing is groot wanneer Stevie Wonder de passagier blijkt te zijn. Wonder nodigt de familie Huxtable uit tijdens de opnames van zijn nieuw album. Tezamen zingen ze I Just Called to Say I Love You. Gastoptreden van Stevie Wonder |             |                          |              |                                               |                   |  |
| 43 | 19          | Full House               | Jay Sandrich | Gary Kott                                     | 27 februari 1986  |  |
| De voorbije week waren er enorm veel geboortes in het ziekenhuis waardoor Cliff totaal uitgeput is. Hij wil daarom rustig genieten in zijn huis, maar dat is zonder de rest gerekend. Sondra en Elvin ruziën in de eetkamer, Eddie en Denise kijken naar MTV in de woonkamer, Theo en Cockroach zijn in de inkomhal op zoek naar hun (gemis aan) baardgroei, Vanessa en Robert studeren in de keuken, Rudy en Ray spelen op de bovenverdieping. Gefrustreerd gaat Cliff dan maar terug naar zijn kantoor om aldaar uit te rusten. |             |                          |              |                                               |                   |  |
| 44 | 20          | Close to Home            | Jay Sandrich | Carmen Finestra                               | 13 maart 1986     |  |
| Denise plaagt Clair met haar resultaat na de les pottenbakken. Theo en Cockroach moeten een schoolwerk maken en Cliff raadt hen aan om een "educatief rapnummer" te schrijven. Gastoptreden van Samuel E. Wright |             |                          |              |                                               |                   |  |
| 45 | 21          | Theo's Holiday           | Jay Sandrich | John Markus, Carmen Finestra en Matt Williams | 3 april 1986      |  |
| Theo is zeker van de toekomst: hij zal een beroemd modemodel worden met een grote auto, appartement en heel veel geld. Om hem op de begane grond te krijgen, wordt het huis "omgetoverd" tot Theo's toekomstige woonplaats. Cliff neemt de rol aan van een zakenman, Clair als restaurateur, Denise als hoofd van een modellenbureau, Vanessa als irritante receptioniste en Rudy als een gewiekte bankdirecteur. |             |                          |              |                                               |                   |  |
| 46 | 22          | An Early Spring          | Jay Sandrich | Matt Williams                                 | 20 maart 1986     |  |
| De klas van Theo heeft een wiskunde-examen. Dit wordt voor hem gelukkig afgebroken omdat mevrouw Westlake plots weeën krijgt en moet bevallen. Cliff leert Rudy fietsen. Vanessa zit met puisten en vraagt Denise om raad. |             |                          |              |                                               |                   |  |
| 47 | 23          | Denise's Decision        | Jay Sandrich | Matt Robinson                                 | 15 mei 1986       |  |
| Denise, in het laatste jaar middelbaar onderwijs, kan geen beslissing nemen: zal ze verder studeren of niet? Cliff en Russell overtuigen haar om hun alma mater in North Carolina op te zoeken voor een gesprek. Theo heeft ook zorgen: indien Denise beslist om verder te studeren, zal ze haar wagen meenemen en zit hij dus zonder vervoer. Vanessa maakt volop plannen wat zij met de kamer van haar zus zal doen. |             |                          |              |                                               |                   |  |
| 48 | 24          | The Card Game            | Jay Sandrich | Matt Williams                                 | 1 mei 1986        |  |
| Cliffs kaartvriend is ziek waardoor hij zijn voormalige Engelse leraar Bennington Foster vraagt om mee te spelen in een maandelijkse partij tegen Russel en Homer. Foster en Cliff winnen ronde na ronde waardoor Russel vals tracht te spelen, niet wetende dat Foster het spel ook niet correct speelt. Theo is dolverliefd en koopt bij een postorderbedrijf een echte diamanten ring van 19.95 Amerikaanse dollar. Gastoptreden van Roscoe Lee Browne                                                                         |             |                          |              |                                               |                   |  |
| 49 | 25          | Off to the Races         | Jay Sandrich | Matt Robinson                                 | 8 mei 1986        |  |
| Cliff Huxtable wordt gevraagd om deel te nemen aan een loopwedstrijd voor het goede doel, zeker omdat hem dit gevraagd werd door kolonel Sanford B. Tailwind Turner, die destijds de trainer was van een concurrerende ploeg. Cliff is dan ook in zijn nopjes wanneer zijn tegenstander, Charlie Stevenson, nu met een groot overgewicht kampt. Cliff realiseert zich niet dat er hem nog een grote verrassing wacht. Gastoptreden van Valerie Brisco-Hooks en Camille Cosby                                                      |             |                          |              |                                               |                   |  |

## Seizoen 3
| Nr. serie | Nr. seizoen | Titel van aflevering           | Regie                     | Schrijver                                     | Uitzenddatum      |  |
| --- | ----------- | ------------------------------ | ------------------------- | --------------------------------------------- | ----------------- |  |
| 50 | 1           | Bring 'Em Back Alive           | Jay Sandrich              | Matt Williams                                 | 25 september 1986 |  |
| Er ontstaat paniek wanneer Rudy in de kelder een slang ziet. Ondanks Cliff het beest niet kan vangen, zegt hij het tegenovergestelde tegen Rudy. Volgens Theo kan de slang onmogelijk de kelder verlaten, maar niet veel later wordt het reptiel gezien in de slaapkamer van Cliff en Clair. |             |                                |                           |                                               |                   |  |
| 51 | 2           | Food for Thought               | Jay Sandrich              | John Markus                                   | 2 oktober 1986    |  |
| Nadat een goede vriend een hartaanval kreeg, beslist Clair dat Cliff enkel nog mager vlees mag eten en op dieet moet. De familie helpt Denise met haar voorbereidingen om te verhuizen naar Hillman College. |             |                                |                           |                                               |                   |  |
| 52 | 3           | Golden Anniversary             | Jay Sandrich              | Carmen Finestra                               | 9 oktober 1986    |  |
| De familie Huxtable viert het gouden jubileum van Cliffs ouders. Op het feest speelt de muziekgroep Count Basie Orchestra. De familie brengt een playbackversie van James Browns I Got the Feelin' |             |                                |                           |                                               |                   |  |
| 53 | 4           | Man Talk                       | Jay Sandrich              | John Markus                                   | 5 november 1986   |  |
| Theo en zijn vrienden zouden moeten studeren voor hun ingangsexamens aan de universiteit, maar praten liever over meisjes. Daarbij vraagt Theo zich af of hij bij zijn huidige vriendin Tanya moet blijven, of beter kiest voor het nieuwe schoolmeisje. |             |                                |                           |                                               |                   |  |
| 54 | 5           | Mother, May I?                 | Jay Sandrich              | Susan Fales                                   | 23 oktober 1986   |  |
| Vanessa krijgt straf: haar ouders hadden haar verboden om nog langer make up te dragen wanneer ze naar school gaat, maar dat heeft ze genegeerd. Theo organiseert in het huis een brandoefening. |             |                                |                           |                                               |                   |  |
| 55 | 6           | The March                      | Tony Singletary           | Gary Kott                                     | 30 oktober 1986   |  |
| Theo krijgt tot zijn verbazing een veel lagere score op zijn geschiedenisverhandeling dan gedacht. Als onderwerp koos hij voor De Grote Mars van Washington. Na een gesprek met zijn ouders en grootouders, beseft hij dat deze mars een grote impact had op hun leven. |             |                                |                           |                                               |                   |  |
| 56 | 7           | Theo's Flight                  | Tony Singletary           | Gary Kott                                     | 6 november 1986   |  |
| In de klas van Theo kwam een piloot over de Tweede Wereldoorlog spreken. Nu is Theo ervan overtuigd om piloot te worden en vraagt hij zijn vader toestemming. Cliff vraagt zijn zoon of dit daadwerkelijk is wat hij wil, want hij heeft al een hele lijst van beroepen waarvan hij droomde. Rudy stelt haar eerste 'vriendje' voor: Kenny. Zij heeft hem duidelijk in haar macht. Eerste aflevering met Deon Richmond als Kenny.                                            |             |                                |                           |                                               |                   |  |
| 57 | 8           | Vanessa's Rich                 | Tony Singletary           | Margaret Beddow Hatch                         | 13 november 1986  |  |
| Nadat twee schoolvriendinnen van Vanessa zijn langs geweest, bazuinen ze rond dat de ouders van Vanessa schatrijk zijn. Dat is de reden waarom de twee meisjes de anderen opdragen om Vanessa zoveel mogelijk te mijden. Dit leidt tot een knokgevecht gestart door Vanessa. Gastoptreden van Essence Atkins |             |                                |                           |                                               |                   |  |
| 58 | 9           | Denise Gets a 'D               | Jay Sandrich              | Matt Geller                                   | 20 november 1986  |  |
| Denise, die in de middelbare school bijna altijd het maximumaantal punten behaalde, is gedeprimeerd nu ze voor haar eerste taak Engels aan Hillman College van haar professor een onvoldoende kreeg. Nog nooit kreeg ze zulk laag cijfer. Gastoptreden van Rosalind Cash |             |                                |                           |                                               |                   |  |
| 59 | 10          | A Girl and Her Dog             | Jay Sandrich              | Chris Auer                                    | 4 december 1986   |  |
| Rudy heeft een verloren puppy gevonden. Ze mag het dier houden tot aan het weekend. Dan gaat de family naar Washington DC. Ook Vanessa wordt geacht mee te gaan, maar zij wil liever naar het feestje van haar vriendinnen. |             |                                |                           |                                               |                   |  |
| 60 | 11          | War Stories                    | Jay Sandrich              | Matt Robinson                                 | 12 november 1986  |  |
| Cliff is het beu dat zijn oudere kaartvrienden het steeds hebben over hun tijd bij het leger en dat zij nooit willen luisteren naar zijn verhalen over de marine. Vanessa gaat uit met Tyrone, maar beslist ook om tegelijkertijd met een andere jongen uit te gaan. |             |                                |                           |                                               |                   |  |
| 61 | 12          | Cliff in Charge                | Jay Sandrich              | Matt Williams                                 | 18 december 1986  |  |
| Clair en haar schoonmoeder brengen een bezoek aan Denise aan het Hillman College. Russel helpt zijn zoon Cliff met het huishouden: Theo heeft vrouwenproblemen, Rudy heeft een geschil met haar 'vriendje' Kenny, er zijn dringende reparatiewerken in de tuin en Cliff is oververmoeid na twee zware bevallingen op het werk. |             |                                |                           |                                               |                   |  |
| 62 | 13          | Monster Man Huxtable           | Jay Sandrich              | Gary Kott                                     | 8 januari 1987    |  |
| Sondra en Elvin brengen nog snel een bezoek aan haar ouders voordat ze naar een theatervoorstelling gaan. Theo oefent voor een worstelmatch, waarop Elvin hem lessen wil geven en zodoende niet meer naar de voorstelling wil gaan. De familie Huxtable verwacht een heuse ruzie tussen Sondra en Elvin, maar tot hun verbazing zegt Sondra dat Elvin datgene moet doen waar hij zin in heeft.                                                                               |             |                                |                           |                                               |                   |  |
| 63 | 14          | Rudy Spends the Night          | Jay Sandrich              | Carmen Finestra                               | 15 januari 1987   |  |
| Rudy blijft overnachten bij haar grootouders en Clair is weg voor haar werk. Daardoor zijn Cliff en Theo die avond alleen thuis. Cliff wil 'de eerste Huxtable mannenavond' organiseren, maar Theo brengt Lana Herman, de vrouw van zijn dromen, onverwacht mee naar huis. |             |                                |                           |                                               |                   |  |
| 64 | 15          | Say Hello to a Good Buy        | Tony Singletary           | John Markus & Carmen Finestra & Matt Williams | 29 januari 1987   |  |
| Cliff tracht heel wat korting te krijgen bij een autohandelaar door zich voor te doen als een man met een slechte job en een laag loon. Hij valt door de mand wanneer een andere klant hem herkent als de beroemde gynaecoloog Cliff Huxtable. Rudy moet voor een schoolproject een collage maken en knipt prentjes uit een boek, niet wetende dat dat boek een dure encyclopedie is. Gastoptreden van Gilbert Gottfried en Sinbad.                                          |             |                                |                           |                                               |                   |  |
| 65 | 16          | Denise Gets an Opinion         | Tony Singletary           | Gary Kott                                     | 5 februari 1987   |  |
| Denise heeft een blind date: een anonieme jongen wil haar thuis komen opzoeken. Wanneer een jongen aanbelt, is Denise onmiddellijk verkocht, maar tot haar ontsteltenis heeft deze enkel een afspraak met Cliff. Niet veel later dagen nog twee jongens op en weet Denise niet wie nu eigenlijk met haar had afgesproken. Daarbij komt dat Vanessa's ex Robert ook passeert. Hij blijkt gevoelens te hebben voor Denise en bespreekt met Cliff hoe hij haar hart kan winnen. |             |                                |                           |                                               |                   |  |
| 66 | 17          | Calling Doctor Huxtable        | Jay Sandrich              | Chris Auer                                    | 12 februari 1987  |  |
| Er is crisis op het werk van Cliff: drie vrouwen moeten gelijktijdig bevallen. Thuis tracht Vanessa haar vriendin te doen stoppen met roken, wat er binnenshuis verboden is. Gastoptreden van Malinda Williams en Patricia Richardson |             |                                |                           |                                               |                   |  |
| 67 | 18          | You Only Hurt the One You Love | Jay Sandrich              | John Markus & Carmen Finestra                 | 19 februari 1987  |  |
| Theo en Rudy spelen een nogal ruig spel. Ondanks Vanessa waarschuwt dat er ongelukken zullen gebeuren, doen de twee verder. Wanneer Rudy gewond raakt aan haar gezicht, moet Theo zijn ouders verklaren hoe Rudy aan dat letsel is geraakt. Gastoptreden van Rita Moreno. |             |                                |                           |                                               |                   |  |
| 68 | 19          | The Shower                     | Jay Sandrich              | Matt Williams                                 | 26 februari 1987  |  |
| Veronica geeft een feestje naar aanleiding van haar verloving waarop ze onder andere Clair en Denise op uitnodigt. Denise vindt dat Veronica op een te jonge leeftijd trouwt, maar achterhaalt ook dat Veronica zwanger is. Gastoptreden van Lela Rochon. |             |                                |                           |                                               |                   |  |
| 69 | 20          | Cliff's 50th Birthday          | Carl Lauten en Regge Life | Gary Kott                                     | 12 maart 1987     |  |
| Denise en Sondra komen naar huis om de vijftigste verjaardag van Cliff te vieren. Ondanks het een leuk feestje is, ergert Clair zich aan een van de genodigden: hij is de ex van een vriendin van Clair. Gastoptreden van Gates McFadden |             |                                |                           |                                               |                   |  |
| 70 | 21          | I Know That You Know           | Jay Sandrich              | John Markus, Carmen Finestra en Matt Williams | 19 maart 1987     |  |
| Theo ontvangt met de post een boekje met practical jokes welke hij met succes uitvoert bij Clair, Vanessa en Rudy. Enkel Cliff trapt er niet in en beweert dat niemand hem in het ootje kan nemen. Niet veel later kondigen Sondra en Elvin hun verloving aan. Cliff is op dat ogenblik niet thuis. Daarom beslist de rest om deze verloving te gebruiken in een practical joke tegen Cliff.                                                                                 |             |                                |                           |                                               |                   |  |
| 71 | 22          | Andalusian Flu                 | Jay Sandrich              | Janet Leahy                                   | 4 april 1987      |  |
| Cliff en Clair hebben griep en zijn gebonden aan hun bed. Theo neemt het huishouden op zich en delegeert allerhande taken door aan Vanessa en Rudy. Zij komen in opstand omdat ze van mening zijn dat Theo helemaal niets doet. |             |                                |                           |                                               |                   |  |
| 72 | 23          | 'Bald and Beautiful            | Tony Singletary           | Gary Kott                                     | 9 april 1987      |  |
| Cliff en Clair gaan uit met hun vrienden Scott en Hill. Clair waarschuwt Cliff omdat hij en Scott grappenmakers zijn en zulk kinderachtig gedrag niet past in het chique restaurant waar ze gaan eten. Theo en Cockroach scheren zich kaal in de hoop een rol te krijgen in een muziekvideo. Gastoptreden van Robert Culp en An Reinking. |             |                                |                           |                                               |                   |  |
| 73 | 24          | Planning Parenthood            | Jay Sandrich              | Elizabeth Hailey en Oliver Hailey             | 7 mei 1987        |  |
| Cliff neemt Rudy en enkele van haar vriendinnetjes mee naar een duur restaurant, maar komt tot de conclusie dat er zo goed als niets werd gegeten en hij dus enkel geld heeft weggesmeten. Clair, haar zus Sarah en enkele anderen praten over de voor- en nadelen van vrouwen die naast het huishouden ook een voltijdse job uitoefenen. |             |                                |                           |                                               |                   |  |
| 74 | 25          | Hillman                        | Jay Sandrich              | Matt Robinson                                 | 7 mei 1987        |  |
| Cliff, Clair en Russel brengen een bezoek aan Denise op Hillman College. Tevens wordt daar ook het afscheid gevierd van de schooldirecteur. Gastoptreden van Joe Seneca |             |                                |                           |                                               |                   |  |

## Seizoen 4
| Nr. serie | Nr. seizoen | Titel van aflevering         | Regie                       | Schrijver                                             | Uitzenddatum      |  |
| --- | ----------- | ---------------------------- | --------------------------- | ----------------------------------------------------- | ----------------- |  |
| 75 | 1           | Call of the Wild             | Jay Sandrich                | Gary Kott                                             | 24 september 1987 |  |
| Na hun huwelijksreis verbazen Sondra en Elvin de complete familie: ze hebben besloten om hun huidige job op te zeggen en een campingpark te openen. |             |                              |                             |                                                       |                   |  |
| 76 | 2           | Theogate                     | Jay Sandrich                | John Markus                                           | 1 oktober 1987    |  |
| Omdat Theo te laat thuiskwam, heeft de familie de start van het schooltoneel gemist waar Vanessa in meespeelt. Cliff en Clair vermoeden dat Theo liegt over de reden waarom hij niet tijdig thuis was. Daarom wordt beslist om een familierechtbank op te stellen: Vanessa is rechter, Clair de aanklager en Cockroach is Theo's advocaat. Rudy, Kenny en Peter fungeren als jury en Cliff als verrassende getuige. |             |                              |                             |                                                       |                   |  |
| 77 | 3           | It Ain't Easy Being Green    | Carl Lauten en Regge Life   | John Markus en Carmen Finestra                        | 8 oktober 1987    |  |
| Rudy zet haar ouders tegen elkaar op in de hoop dat zij haar zin krijgt. Cliff dient zijn herstelde waterboiler op te halen. Robert zoekt hulp bij Cliff en Theo over vrouwen. |             |                              |                             |                                                       |                   |  |
| 78 | 4           | Cliff's Mistake              | Carl Lauten & Regge Life    | Janet Leahy                                           | 15 oktober 1987   |  |
| Cliff is naarstig op zoek naar een boor die hij bij de buren had geleend. Theo en Vanessa helpen Rudy om het huis te decoreren als een spookhuis. |             |                              |                             |                                                       |                   |  |
| 79 | 5           | Shakespeare                  | Jay Sandrich                | Matt Robinson                                         | 22 oktober 1987   |  |
| Denise komt over tijdens het weekend, daarom wil Cliff een winterbarbecue houden. Theo en Cockroach krijgen hulp van hun professoren om Shakespeares Julias Caesar te studeren. Gastoptreden van Christopher Plummer en Roscoe Lee Browne |             |                              |                             |                                                       |                   |  |
| 80 | 6           | That's Not What I Said       | Jay Sandrich                | Carmen Finestra                                       | 29 oktober 1987   |  |
| Theo komt in aanraking met de politie en zijn ouders moeten hem daar ophalen. Cliff en Clair geraken in een woordengevecht over hun onderlinge frustraties en verwijten. Theo hoopt hierdoor dat hij dankzij die ruzie zijn straf ontloopt. |             |                              |                             |                                                       |                   |  |
| 81 | 7           | Autumn Gifts                 | Carl Lauten & Regge Life    | Matt Williams                                         | 5 november 1987   |  |
| Cliff en Russel gaan op bezoek bij hun buurvrouw. Sondra en Elvin stellen de ongewone promotie van hun campingpark voor. Gastoptreden van Eileen Heckart. |             |                              |                             |                                                       |                   |  |
| 82 | 8           | Looking Back: Part 1         | Jay Sandrich                | John Markus, Carmen Finestra, Gary Kott               | 12 november 1987  |  |
| Elvin heeft ruzie met Sondra en gaat daarom raad vragen bij Cliff. De Huxtables vertellen over hun herinneringen en memoires waaronder de begrafenis van Rudy's goudvis, Theo's geïnfecteerde oor, de huwelijksverjaardag van de grootouders, ... |             |                              |                             |                                                       |                   |  |
| 83 | 9           | Looking Back: Part 2         | Jay Sandrich                | John Markus, Carmen Finestra, Gary Kott               | 12 november 1987  |  |
| Vervolg van aflevering 82 waar allerhande fragmenten en anekdotes worden aangehaald uit eerdere afleveringen. |             |                              |                             |                                                       |                   |  |
| 84 | 10          | Where's Rudy?                | Tony Singletary             | Gary Kott                                             | 19 november 1987  |  |
| De familie Huxtable gaat naar het winkelcentrum om Clair te supporteren in een wedstrijd waar ze aan deelneemt. Theo, Vanessa en Rudy zien de uitstap als kans om daar hun eigen dingen te doen. Rudy loopt verloren in het winkelcentrum en een zoekactie wordt opgestart. Gastoptreden van Louis Nye. |             |                              |                             |                                                       |                   |  |
| 85 | 11          | Dance Mania                  | Tony Singletary             | Matt Williams                                         | 3 december 1987   |  |
| Theo krijgt van Clair twee tickets om de opnames van een muziekprogramma bij te wonen. Hij nodigt Cockroach uit. Eenmaal aan de studio blijkt dat slechts een van hen de studio mag betreden omwille van een nieuwe regel op de brandveiligheid. Theo vertelt grappend aan Cockroach dat laatstgenoemde binnen mag, wat Cockroach tot groot ontzet van Theo ook doet. Na een gesprek met Clair beseft Theo dat het probleem met de tickets sowieso twee kanten op kon. Eerste aflevering met Troy Winsbush en Adamn Sandler in de rollen van Denny en Smitty. Laatste aflevering met Carl Anthony Payne II. |             |                              |                             |                                                       |                   |  |
| 86 | 12          | The Locker Room              | Jay Sandrich                | Janet Leahy                                           | 10 december 1987  |  |
| Theo vindt het leuk om met zijn maten aan de opbergkastjes te pochen over wat ze zoal deden met hun "vriendinnetjes", en dan vooral de vernederende zaken. Wanneer een van die vrienden Vanessa vraagt om met hem uit te gaan, wordt Theo zeer bezorgd. Rudy verbaast Cliff met een goocheltruc. |             |                              |                             |                                                       |                   |  |
| 87 | 13          | The Show Must Go On          | Jay Sandrich                | John Markus, Carmen Finestra en Gary Kott             | 17 december 1987  |  |
| Cliff neemt Rudy en enkele andere kinderen mee naar een vaudeville, maar de kinderen vinden de voorstelling allesbehalve grappig. Gastoptreden van Bill Irwin, Carl Ballantine en Carmen Finestra |             |                              |                             |                                                       |                   |  |
| 88 | 14          | Bookworm                     | Jay Sandrich                | Janet Leahy                                           | 7 januari 1988    |  |
| Clair is bij een boekenclub en heeft weldra een bespreking over een bepaald boek met enkele andere personen. Cliff heeft beloofd om het boek ook te lezen en aanwezig te zijn op die bijeenkomst. Cliff is echter niet van plan het boek te lezen en Clair wil niet dat hij haar belachelijk maakt door zaken aan te halen die totaal niet in het boek voorkomen. Sondra en Elvin moeten hun eerste gasten in hun campingpark entertainen: Rudy, Vanessa en Theo. Gastoptreden van Angela Basset en S. Epatha Merkerson.                                                                                    |             |                              |                             |                                                       |                   |  |
| 89 | 15          | Twinkle, Twinkle Little Star | Carl Lauten en Chuck Vinson | Chris Auer, John Markus, Carmen Finestra en Gary Kott | 14 januari 1988   |  |
| Cliff en Clair hebben een bespreking met Rudy's schoollerares muziek: Rudy had gehoopt op de bekkens te mogen spelen, maar wordt verplicht om viool te leren. Kenny en Vanessa zijn ervan overtuigd dat Theo bovennatuurlijke gaven heeft. Gastoptreden van Melba Moore. |             |                              |                             |                                                       |                   |  |
| 90 | 16          | The Visit                    | Regge Life                  | John Markus, Carmen Finestra en Gary Kott             | 21 januari 1988   |  |
| Theo voelt zich niet op zijn gemak omdat hij zijn vriend Jake, die kanker heeft, moet bezoeken. Jakes grootvader Lindquist heeft een actie op touw gezet om geld in te zamelen voor kankeronderzoek. Elvin verveelt zich nu Sondra voor een weekend naar Boston is om haar oud-klasgenoten van de universiteit te bezoeken. Gastoptreden van Armand Hammer |             |                              |                             |                                                       |                   |  |
| 91 | 17          | The Drum Major               | Regge Life                  | Matt Robinson                                         | 4 februari 1988   |  |
| Vanessa bereidt zich voor op een auditie: ze wil de eerste vrouwelijke tambour-maître worden van het schoolorkest. Gastoptreden van Dub Taylor |             |                              |                             |                                                       |                   |  |
| 92 | 18          | Waterworks                   | Tony Singletary             | Janet Leahy                                           | 11 februari 1988  |  |
| Theo ontdekt een lek in de badkamer. Hij en Clair trachten er alles aan te doen dat Cliff dit niet te weten komt. Cliff achterhaalt het lek en gaat op zoek naar zijn werkmateriaal. Daarom belt Clair naar enkele voormalige klasgenoten van Sondra die onlangs een loodgietersbedrijf hebben opgericht. |             |                              |                             |                                                       |                   |  |
| 93 | 19          | Once upon a Time             | Tony Singletary             | John Markus, Carmen Finestra, Gary Kott               | 18 februari 1988  |  |
| Rudy leest aan haar ouders een zelfgeschreven sprookje voor. De setting verplaatst zich naar die sprookjeswereld waar haar familie en kennissen elk een personage uit dat verhaal spelen. |             |                              |                             |                                                       |                   |  |
| 94 | 20          | Petanque                     | Regge Life                  | Matt Williams                                         | 25 februari 1988  |  |
| Cliff en zijn maat James Harmon nemen deel aan een petanque-wedstrijd. Clair en Nicole Harmon lachen over wie er uiteindelijk zou winnen, maar de mannen hun competitiestrijd is groter dan hun vrouwen dachten. Eerste aflevering met Sullivan Walker als James Harmon. |             |                              |                             |                                                       |                   |  |
| 95 | 21          | Trust Me                     | Jay Sandrich                | John Markus, Carmen Finestra en Gary Kott             | 3 maart 1988      |  |
| Dyan zoekt hulp bij Clair betreffende haar huwelijksproblemen met Joe. Cliff neemt een vakantie in eigen huis. Gastoptreden van Meg Foster en Joe Fabiani |             |                              |                             |                                                       |                   |  |
| 96 | 22          | Home for the Weekend         | Tony Singletary             | John Markus & Carmen Finestra & Gary Kott             | 17 maart 1988     |  |
| Denise brengt haar familie een bezoek. Haar familie verheugt zich op haar komst, maar zij heeft enkel oog voor haar oude vrienden. |             |                              |                             |                                                       |                   |  |
| 97 | 23          | The Prom                     | Tony Singletary             | Janet Leahy                                           | 24 maart 1988     |  |
| Theo en zijn vrienden maken zich op voor de prom. Clair heeft nooit zulk feest op de middelbare school gehad, vandaar dat Rudy, Vanessa en Cliff haar zulk feest in de woonkamer bezorgen. Eerste aflevering met Michelle Thomas als Justine. |             |                              |                             |                                                       |                   |  |
| 98 | 24          | Gone Fishin                  | Tony Singletary             | John Markus, Carmen Finestra en Gary Kott             | 28 april 1988     |  |
| Theo en Cliff gaan vissen. Daar vist Theo een lijk op en binnen de kortste keren richt de media zich op het gezin en de vondst. Rudy en Kenny verzorgen enkele pasgeboren vogels die door hun ouders werden verlaten. |             |                              |                             |                                                       |                   |  |

## Seizoen 5
| Nr. serie | Nr. seizoen | Titel van aflevering               | Regie                       | Schrijver                                 | Uitzenddatum     |  |
| --- | ----------- | ---------------------------------- | --------------------------- | ----------------------------------------- | ---------------- |  |
| 99 | 1           | Together Again and Again           | Jay Sandrich                | John Markus, Carmen Finestra en Gary Kott | 6 oktober 1988   |  |
| Denise gaat voor haar tweede jaar naar Hillman College en Theo naar New York University. Clair en Cliff dromen ervan dat ook Rudy en Vanessa tegen het jaar 2000 het huis hebben verlaten. Dan staan plots Denise en Theo terug voor de deur: zij heeft besloten haar studies op te geven, hij is vergeten om de aanvraag van een studentenkamer op te sturen. Clair en Cliff bedenken dan dat zijzelf misschien het huis moeten verlaten om de kinderen er te laten wonen. |             |                                    |                             |                                           |                  |  |
| 100 | 2           | The Physical                       | Jay Sandrich                | John Markus, Carmen Finestra en Gary Kott | 13 oktober 1988  |  |
| Cliff heeft een bloedonderzoek laten afnemen en tot zijn ontsteltenis heeft hij veel te veel cholesterol waardoor hij op zijn eten moet letten. Denise is ontslagen als verkoopster in de muziekwinkel. Ze bestelt zichzelf een grote pizza en gaat dan in die pizzeria solliciteren naar een job als serveerster. Gastoptreden van John Amos |             |                                    |                             |                                           |                  |  |
| 101 | 3           | Rudy's All Nighter                 | Tony Singletary             | Janet Leahy                               | 20 oktober 1988  |  |
| Theo is gebuisd op zijn eerste Engelstalig werkstuk en denkt dat hij niet goed genoeg is voor Hillman. Hij herschrijft het werk en gebruikt nu eenvoudigere woorden om zijn mening en gevoelens te beschrijven in plaats van de moderne jeugdtaal die hij gebruikte. Tot zijn verbazing krijgt hij nu nog minder punten. Rudy's vriendin Carolyn blijft overnachten, maar de twee meisjes hebben al snel ruzie. Het is aan Cliff om de twee terug te verzoenen. |             |                                    |                             |                                           |                  |  |
| 102 | 4           | Move It                            | Tony Singletary             | John Markus, Carmen Finestra en Gary Kott | 27 oktober 1988  |  |
| Elvin en Sondra hebben een appartement gekocht en nodigen Cliff en Clair uit. Alles loopt mis: het vlees is aangebrand, de aardappelen rauw, het leidingwater is bruin, het appartement stinkt, er is heel veel lawaai van de buren, de microgolfoven ontploft en enkele ramen zijn gebroken. Als blijkt dat Sondra ook zwanger is, willen Cliff en Clair dat het koppel zo snel mogelijk verhuist naar een mooie, aangename omgeving. |             |                                    |                             |                                           |                  |  |
| 103 | 5           | Out of Brooklyn                    | Tony Singletary             | John Markus en Carmen Finestra            | 3 november 1988  |  |
| Vanessa verneemt op school dat haar vriend Roy hun relatie heeft stopgezet. Rudy pept haar zus op door te zeggen dat de vrouw de baas is in een relatie. Denise wordt door haar nieuwe werkgever, een journalist, gevraagd om mee naar Afrika te gaan voor een reportage over pygmeeën. Eerste aflevering met Elizabeth Narvaez als Kara |             |                                    |                             |                                           |                  |  |
| 104 + 105 | 6 + 7       | The Birth                          | Tony Singletary             | John Markus, Carmen Finestra en Gary Kott | 10 november 1988 |  |
| Wanneer Sondra en Elvin op bezoek zijn bij de familie Huxtable, breekt haar water. Een nerveuze Elvin rijdt naar het ziekenhuis zonder Sondra. Sondra bevalt van een tweeling: Winnie en Nelson. Elvin heeft daarnaast ook besloten zijn opleiding als arts te hernemen. Cliff en Clair trachten zich voor te stellen hoe het grootouderschap zou zijn. Theo heeft twijfels of Justine wel een goede partij voor hem is en of Julia, die nu een koppel vormt met Howard, niet beter bij hem zou passen. Gastoptredens van Michelle Thomas en Naomi Campbell. Eerste aflevering met Reno Wilson in de rol van Howard.                                                                                         |             |                                    |                             |                                           |                  |  |
| 106 | 8           | Cyranoise de Bergington            | Carl Lauten en Chuck Vinson | John Markus en Gary Kott                  | 17 november 1988 |  |
| Howard en Julia zijn niet langer een koppel. Theo, momenteel nog samen met Justine, vraagt zijn vriend Denny om een goed woordje voor hem te doen bij Julia, maar daardoor wordt Julia verliefd op Denny. Theo geeft niet op en regelt in de vooravond een afspraak met Justine en daarna met Julia. De meiden komen dit te weten en laten daarop allebei Theo vallen. |             |                                    |                             |                                           |                  |  |
| 107 | 9           | How Do You Get to Carnegie Hall?   | Tony Singletary             | Janet Leahy                               | 24 november 1988 |  |
| Vanessa en twee van haar vrienden maken een demo op The Loco-Motion en dromen al van een sterrenleven en uitzendingen op MTV. Cliff en Clair raden de meisjes aan om eerst zanglessen te volgen. Na zulke les te volgen, zijn ze van mening dat dit overbodig is en dat hippe outfits een betere investering zijn om beroemd te worden. Cliff en Clair weten dan ook niet wat ze zien als ze de tieners in deze kledij zien. Gastoptreden van Betty Carter |             |                                    |                             |                                           |                  |  |
| 108 | 10          | If the Dress Fits, Wear It         | Jay Sandrich                | John Markus en Carmen Finestra            | 8 december 1988  |  |
| Clair gaat een crashdieet aan in de hoop terug te passen in een oude jurk. Cliff achterhaalt het geheime dieet van Clair en tracht dan ook met allerlei lekkernijen de wilskracht van Clair uit te testen. Gastoptreden van Debbie Allen |             |                                    |                             |                                           |                  |  |
| 109 | 11          | Is There a Hamster in the House?   | Tony Singletary             | Mark St. Germain                          | 15 december 1988 |  |
| Met tegenzin stemt Cliff toe dat Rudy past op de hamster van een vriendin. Wanneer de gezondheid van het diertje achteruit gaat, is Cliff genoodzaakt om een dierenarts in te schakelen. Desondanks sterft de hamster. Cliff vertelt waarom hij nooit dol is geweest op huisdieren: als kleine jongen is hij ooit per ongeluk op zijn tamme vink gaan zitten waardoor hij zulk trauma opliep nooit nog een huisdier te willen hebben. |             |                                    |                             |                                           |                  |  |
| 110 | 12          | Truth or Consequences              | Tony Singletary             | John Markus, Carmen Finestra en Gary Kott | 29 december 1988 |  |
| Vanessa's vriend Jeremy wil met haar gemeenschap, vandaar dat Vanessa haar ouders iets voorliegt. Toch komen Cliff en Clair erachter wat zij van plan zijn en kunnen hen tijdig stoppen. Omdat Vanessa volgens haar ouders nog te jong is, krijgt ze een maand huisarrest. Jeremy krijgt van Cliff een doempreek over de eventuele gevolgen van seksuele gemeenschap. |             |                                    |                             |                                           |                  |  |
| 111 | 13          | Cliff Babysits                     | Tony Singletary             | John Markus, Carmen Finestra en Gary Kott | 12 januari 1989  |  |
| Elvin en Sondra zijn op bezoek. Elvin kan het niet laten om elke seconde van het leven van hun tweeling op te nemen met een videocamera. Wanneer Russel passeert met acht tickets voor een optreden van Michael Jackson kan Sondra Elvin overtuigen dat Cliff en Clair wel enkele uren op de baby's kunnen passen. Omdat Clair plots dringend voor haar werk weg moet, staat Cliff alleen in als oppas. |             |                                    |                             |                                           |                  |  |
| 112 | 14          | Mrs. Huxtable Goes to Kindergarten | Carl Lauten en Chuck Vinson | John Markus, Carmen Finestra en Gary Kott | 26 januari 1989  |  |
| Clair wordt uitgenodigd als gastpanellid in een zondagochtendshow. De producers vinden haar zo goed dat ze prompt wordt gevraagd om elke week terug te komen. Clair ziet dat niet zitten: ze heeft een hekel aan de drie andere vaste panelleden. Cliff kijkt met weemoed toe afscheid te moeten nemen van zijn oude sofa nu Clair een nieuwe zitbank heeft gekocht. |             |                                    |                             |                                           |                  |  |
| 113 | 15          | The Lost Weekend                   | Tony Singletary             | John Markus, Carmen Finestra en Gary Kott | 2 februari 1989  |  |
| Cliff en Clair gaan een weekend samen weg. Daarom gaat Rudy naar haar grootouders en blijft Vanessa overnachten bij haar vriendinnen. Wanneer Theo's vrienden vernemen dat hij als enige thuis is, wordt er een feestje ingericht. Daar komen meer dan 100 personen op af, voornamelijk vreemden voor Theo, en wordt er heel wat schade aangericht. Eerste aflevering met Alex Ruiz in de rol van Lou. Gastoptreden van Jole Lee. |             |                                    |                             |                                           |                  |  |
| 114 | 16          | No Way, Baby                       | Tony Singletary             | John Markus, Carmen Finestra en Gary Kott | 6 februari 1989  |  |
| Een ongetrouwde patiënte van Cliff moet weldra bevallen, maar heeft geen familie meer. Cliff slaagt erin om haar grootvader Ray Palomino op te sporen. Hij is een voormalig bokskampioen. Ray staat weigerachtig op het verzoek om zijn kleindochter te ontmoeten: hij is namelijk laaggeschoold en heeft een vocabulaire achterstand. Cliff lost dat probleem op: hij vindt een gepensioneerde lerares Engels die gratis lessen wil geven aan Ray. Gastoptreden van Sammy Davis jr. en Arnold Stang |             |                                    |                             |                                           |                  |  |
| 115 | 17          | Can I Say Something, Please?       | Tony Singletary             | John Markus, Carmen Finestra en Gary Kott | 9 februari 1989  |  |
| Cliff heeft Rudy's favoriete kinderfilm gehuurd, maar Rudy vindt dat ze er ondertussen te oud voor is geworden. Ook vindt ze dat ze zelf kan beslissen naar welke films ze ziet en wanneer ze naar bed gaat. Dit resulteert dat ze vier avonden op rij naar oorlogsfilms kijkt en te laat gaat slapen. |             |                                    |                             |                                           |                  |  |
| 116 | 18          | The Dead End Kids Meet Dr. Lotus   | Tony Singletary             | John Markus, Carmen Finestra en Gary Kott | 16 februari 1989 |  |
| Wanneer Theo Justine opnieuw ontmoet, voelt hij nog steeds iets voor haar. Zij heeft ondertussen een relatie met Scott. Theo wil daarop beroep doen op een voodoo-export zodat Scott wordt gedumpt. Om deze vloek te kunnen betalen, vraagt Theo geld aan zijn vader. Cliff is van mening dat het probleem goedkoper kan opgelost worden: hij geeft Theo de "Huxtable liefdesdrank". Gastoptreden van Moses Gunn en Harold Perrineau. |             |                                    |                             |                                           |                  |  |
| 117 | 19          | The Boys of Winter                 | Tony Singletary             | John Markus, Carmen Finestra en Gary Kott | 23 februari 1989 |  |
| Elvin en Theo ontmoeten Cliffs voormalige basketbalcoach. Zo achterhalen ze ook waarom Cliff baalt van basketbal: tijdens zijn laatste wedstrijd was hij de slechtste speler en verloren ze ook nog eens van een damesteam. Gastoptreden van Nancy Lieberman, Walt Hazzard, Dave DeBusschere en Bill Bradley. |             |                                    |                             |                                           |                  |  |
| 118 | 20          | It Comes and It Goes               | Jay Sandrich                | John Markus en Gary Kott                  | 9 maart 1989     |  |
| Sondra en Elvin gaan dineren bij haar ouders. Zij is de laatste weken al niet blij omwille van het kinderachtige gedrag van Elvin. Nu hoopt ze eens een volwassen conversatie aan te kunnen gaan. Echter, de onderwerpen gaan over hun baby's, verhalen over wat Elvin op de doktersschool meemaakt en over een Elvis-portret in het winkelcentrum. Sondra wordt nog meer prikkelbaarder en vraagt zich af wanneer men eindelijk naar haar zal luisteren. |             |                                    |                             |                                           |                  |  |
| 119 | 21          | Theo's Women                       | Tony Singletary             | Mark St. Germain                          | 16 maart 1989    |  |
| Theo klaagt bij zijn vader dat hij en Justine nooit alleen kunnen zijn en dat Rudy of iemand anders hen steeds interfereert. Terwijl Justine gaat bijwerken, helpt Theo Jade, een studente drama, met een liefdesscène, maar dat loopt uit de hand. Wanneer Justine hierachter komt, verbreekt ze haar relatie met Theo. Eerste aflevering met Vanessa A. Williams als Jade. |             |                                    |                             |                                           |                  |  |
| 120 | 22          | Birthday Blues                     | Jay Sandrich                | Carmen Finestra en Gary Kott              | 30 maart 1989    |  |
| Clair haar 46ste verjaardag wordt gevierd. 's Ochtends krijgt ze een verrassingsontbijt op bed dat door de kinderen werd gemaakt. Cliff heeft een slinger opgehangen, maar bewust de cijfers omgedraaid waardoor er "64" staat. 's Avonds neemt Cliff zijn vrouw mee uit eten. Daar ontmoeten ze Plácido Domingo, die voor haar Bésame Mucho zingt. Daarop volgt een "gedicht" van Cliff over "toen mijn moeder jouw leeftijd had". Ten slotte lukt het Cliff Clair ertoe te bewegen te zondigen met haar dieet, door drie calorierijke slagroomtaartjes te eten. Gastoptreden van Plácido Domingo. |             |                                    |                             |                                           |                  |  |
| 121 | 23          | A Room with No View                | Tony Singletary             | John Markus en Gary Kott                  | onbekend         |  |
| Cliff geniet van de lentegeluiden, maar dit wordt verstoord door het geruzie tussen Vanessa en Rudy. Nadat een van hen een deur dichtslaat, valt een gedeelte van de plafondpleistering op Cliffs hoofd. Daarop bant Cliff zijn dochters naar de kelder. Ze mogen enkel nog naar boven komen om te eten en om naar het toilet te gaan. Ook mogen ze met hun ouders televisiekijken op voorwaarde ze zich gedragen. Deze regel is van toepassing zolang de meisjes ruzie blijven maken of tot wanneer een van hen (of beiden) in een eigen appartement gaat wonen. |             |                                    |                             |                                           |                  |  |
| 122 | 24          | What He Did for Love               | Carl Lauten & Chuck Vinson  | John Markus, Carmen Finestra en Gary Kott | 27 april 1989    |  |
| Denny, Theo en zijn vrienden maken een wandeling door de stad. Denny vindt er een waardevol horloge en beslist dit om aan zijn vriendin Jade te geven. Niet veel later wordt Denny opgepakt door de politie omdat hij dat horloge zou hebben gestolen. Jade was van mening dat Denny het horloge voor haar had gekocht uit liefde. Ze voelt zich bekocht en verbreekt de relatie. Denny kan de politie alsnog overtuigen dat hij niet de dader is, enkel de vinder. Dit heeft wel tot gevolg dat niemand van de jongens een date heeft voor zaterdag. Daarom organiseren ze hun eigen feestje in de kelder van de familie Huxtable. Dit tot groot ongenoegen van Cliff die de jongens alsnog kan verdrijven. |             |                                    |                             |                                           |                  |  |
| 123 | 25          | Day of the Locusts                 | Chuck Vinson                | John Markus en Carmen Finestra            | 4 mei 1989       |  |
| Sondra heeft faryngitis. Hoewel zij en Elvin mondmaskers dragen, zijn Clair en Elvins moeder Francine van mening dat de kinderen het huis uitmoeten. Sondra gaat hiermee akkoord. Wanneer Elvin zijn koorts stijgt, begint hij te ijlen en is hij van mening dat de grootouders hun kinderen hebben afgenomen. Hierdoor krijgt Sondra een paniekaanval en denkt dat er allerhande complotten in hun leven zijn. |             |                                    |                             |                                           |                  |  |
| 124 | 26          | 57 Varieties                       | Chuck Vinson                | John Markus, Carmen Finestra en Gary Kott | 11 mei 1989      |  |
| Theo nodigt zijn professor geschiedenis uit om te dineren bij zijn ouders. Zo hoopt Theo om Cliff en Clair te overtuigen hem 1500 Amerikaanse Dollar te geven. Zodoende kan Theo met de professor mee naar Egypte voor een archeologische opgraving. |             |                                    |                             |                                           |                  |  |

## Seizoen 6
| Nr. serie | Nr. seizoen | Titel van aflevering                | Regie                               | Schrijver                                 | Uitzenddatum      |  |
| --- | ----------- | ----------------------------------- | ----------------------------------- | ----------------------------------------- | ----------------- |  |
| 125 | 1           | Denise: The Saga Continues          | Tony Singletary                     | John Markus, Carmen Finestra en Gary Kott | 21 september 1989 |  |
| Denise komt onverwacht, een week eerder dan gepland, terug thuis uit Afrika. Clair en Cliff zijn verbaasd wanneer ze vernemen dat Denise een relatie heeft met marinier Martin Kendall. Daarbij komt dat Martin een 3-jarige dochter Olivia heeft uit een vorige relatie. De grootste shock voor Clair en Cliff komt wanneer blijkt dat Denise ondertussen getrouwd is met Martin en dat ze met z'n gedrieën bij haar ouders tijdelijk komen inwonen. Martin heeft al wel bij de marine een aanvraag ingediend om met zijn gezin gestationeerd te worden op Rhode Island. Eerste aflevering met Joseph C. Philips en Raven-Symoné in de rol van Martin en Olivia. Laatste aflevering met Peter Costa. |             |                                     |                                     |                                           |                   |  |
| 126 | 2           | Surf's Up                           | Tony Singletary                     | John Markus, Carmen Finestra en Gary Kott | 28 september 1989 |  |
| Cliff grapt hoe hij vroeger de gangen van zijn studentenhuis kuiste: door grote, natte, ingezeepte sponsen aan hun achterste te binden en zo door de gangen te schuiven. Theo en zijn vrienden testen dit uit in hun studentenhuis, maar dit veroorzaakt zulke grote waterschade dat de huisbaas hen op straat zet. Daardoor is Theo nu genoodzaakt terug te komen inwonen in het ondertussen overvolle huis van zijn ouders. Gastoptreden van Anthony Quinn |             |                                     |                                     |                                           |                   |  |
| 127 | 3           | I'm 'In' with the 'In' Crowd        | Tony Singletary                     | John Markus, Carmen Finestra en Gary Kott | 5 oktober 1989    |  |
| Vanessa heeft een kater: ze heeft met haar vriendinnen een drankspel gespeeld waarbij ze heel wat whisky heeft gedronken. Cliff en Clair willen nu een stapje verder gaan en eisen dat de zieke Vanessa met hen datzelfde spel opnieuw speelt inclusief het whiskydrinken. |             |                                     |                                     |                                           |                   |  |
| 128 | 4           | Denise Kendall: Navy Wife           | Tony Singletary                     | John Markus, Carmen Finestra en Gary Kott | 12 oktober 1989   |  |
| Denise en Martin verhuizen naar de legerkazerne op Rhode Island. Eenmaal daar blijkt dat ze de toewijzing van hun huis niet hebben toegezegd. Als gevolg belanden ze opnieuw voor 6 maanden op de wachtlijst en dient het gezin alweer terug te keren naar Cliff en Clair. Cliff legt in verbloemde woorden aan Olivia zijn beroep als gynaecoloog uit, maar zij gelooft hem niet omdat volgens haar "kinderen uit de winkel komen". |             |                                     |                                     |                                           |                   |  |
| 129 | 5           | Theo's Gift                         | Jay Sandrich                        | Mark St. Germain                          | 19 oktober 1989   |  |
| Cliff ondervraagt Theo over de leerstof voor een examen mythologie welke hij perfect kan beantwoorden. Desondanks haalt hij een zeer lage score. Na onderzoek blijkt dat Theo dyslexie heeft. Volgens Theo is dit het bewijs waarom hij vroeger ook altijd lage punten behaalde. Hij vraagt zich af waarom zijn ouders hem nooit eerder lieten testen. Vanessa is dan weer van mening dat iedereen dacht dat Theo gewoonweg te lui was om te studeren en dat dat de reden was waarom de aandoening niet eerder gekend was. |             |                                     |                                     |                                           |                   |  |
| 130 | 6           | Denise Kendall: Babysitter          | Tony Singletary                     | John Markus, Carmen Finestra en Gary Kott | 26 oktober 1989   |  |
| Denise is er zeker van dat het niet uitmaakt of men voor 1 of 3 kinderen moet babysitten. Vandaar dat Sondra en Elvin samen uitgaan en Denise naast Olivia ook zorg moet dragen voor Winnie en Nelson. Al snel beseft Denise dat dit toch vermoeiender is dans ze dacht. Daarbij komt dat de stroom regelmatig uitvalt. |             |                                     |                                     |                                           |                   |  |
| 131 | 7           | Shall We Dance?                     | Jay Sandrich                        | John Markus, Carmen Finestra, Gary Kott   | 2 november 1989   |  |
| Rudy heeft een probleem: ze is verliefd op Clarence. Dat is wederzijds, maar de vrienden van Clarence pesten hem met dit feit waardoor hij haar nu negeert. De liefde tussen de twee slaat al snel over in een ruzie, vijandschap en uiteindelijk een handgemeen. Daarbij komt dat hun lerares mevrouw McGee heeft beslist dat Rudy en Clarence samen moeten dansen op het schoolfeest. Gastoptreden van Elaine Stritch. |             |                                     |                                     |                                           |                   |  |
| 132 | 8           | The Day the Spores Landed           | Neema Barnette                      | John Markus, Carmen Finestra en Gary Kott | 9 november 1989   |  |
| Cliff heeft een nachtmerrie: het water in de Verenigde Staten is besmet met het een of ander goedje waardoor duizenden mannen plots zwanger zijn waaronder hijzelf, Elvin, Martin en Theo. Wanneer de weeën starten, komen ze terecht in een bizarre verloskamer. Gastoptreden van John Palmer. |             |                                     |                                     |                                           |                   |  |
| 133 | 9           | Cliff's Wet Adventure               | Jay Sandrich                        | John Markus en Carmen Finestra            | 16 november 1989  |  |
| Het is Thanksgiving Day. Clair is heel wat winkelwaar vergeten, waardoor Cliff, door de regen, aanhoudend naar de winkel moet om het een of ander ingrediënt te gaan kopen. In een impulsieve bui heeft Denise de ex-vrouw van Martin, Paula, uitgenodigd. Beide vrouwen hebben elkaar nog nooit ontmoet. De rest van de familie ziet dit gebeuren met argusogen toe, maar blijkbaar komen Denise en Paula heel goed overeen. Gastoptreden van Victoria Rowell. |             |                                     |                                     |                                           |                   |  |
| 134 | 10          | Grampy and NuNu Visit the Huxtables | Tony Singletary                     | John Markus en Gary Kott                  | 30 november 1989  |  |
| Cliff en Olivia hebben de chocolade van een taart afgeschraapt en opgegeten. Deze taart is het dessert voor het diner waarop Denises schoonouders zijn uitgenodigd. Daardoor moeten zij nu iets verzinnen zodat hun daad niet uitkomt. Denise maakt zich zorgen: ze heeft onlangs haar schoonmoeder tegen Martin horen zeggen dat zij Denise niet kan uitstaan. Gastoptreden van Moses Gunn en Nancy Wilson. |             |                                     |                                     |                                           |                   |  |
| 135 | 11          | Cliff la Dolce                      | Jay Sandrich                        | Carmen Finestra, Gary Kott                | 7 december 1989   |  |
| Rudy heeft problemen om haar vriendschapsbanden te behouden en volgt raad op van Cliff. Als resultaat heeft Rudy geen enkele vriend meer. Verder wordt Cliff op het matje geroepen door Rudy's lerares omdat hij haar geschiedenistaak heeft gemaakt en er zodoende sprake is van ghostwriting. Ondanks verbod van Cliff gaat Vanessa toch naar een studentenfeestje. |             |                                     |                                     |                                           |                   |  |
| 136 | 12          | Getting to Know You                 | Tony Singletary                     | John Markus, Carmen Finestra en Gary Kott | 4 december 1989   |  |
| Cliff vertrouwt aan Martin toe dat hij het spijtig vond dat het koppel in het geheim is getrouwd en hij de huwelijksceremonie daardoor heeft gemist. Vandaar dat de ceremonie wordt overgedaan ten huize Huxtable. Elvin maakt zich gereed om als elf op te treden tijdens het kerstfeest in het ziekenhuis. Olivia heeft tal van sceptische vragen over de kerstman waarop Denise antwoorden moet verzinnen. |             |                                     |                                     |                                           |                   |  |
| 137 | 13          | Elvin Pays for Dinner               | Jay Sandrich                        | John Markus & Gary Kott                   | 4 januari 1990    |  |
| Elvin heeft een klasreünie. Sondra gaat niet mee. Elvin stelt daarop voor om thuis te blijven, maar zij wil dat hij toch gaat. Wanneer 's avonds blijkt dat Elvin alle restaurantkosten heeft betaald, is Sondra woedend en spreken de twee niet meer met elkaar. Cliff legt tegen Elvin het principe van vrouwenlogica uit: als ze "ja" zegt, bedoelt ze eigenlijk "nee", dus "je mag gaan" betekent "je mag niet gaan". Sondra tracht Clair aan haar kant te krijgen, maar Clair is van mening dat de hele situatie is ontstaan door Sondra zelf en dat Elvin niets te verwijten valt. |             |                                     |                                     |                                           |                   |  |
| 138 | 14          | Cliff's Nightmare                   | Tony Singletary                     | Jeff Lewis & Bill Prady                   | 11 januari 1990   |  |
| Cliff heeft een nachtmerrie waarin de Muppets een hoofdrol spelen. Verder zijn er nog sprekende sandwiches en koelkasten en loopt het vol met ongure, maffioze wezens. Cliff moet in die droom een operatie uitvoeren, maar belandt zelf als patiënt op de operatietafel. Gastoptreden van de Muppets |             |                                     |                                     |                                           |                   |  |
| 139 | 15          | Denise Kendall: Singles Counselor   | Tony Singletary                     | John Markus, Carmen Finestra              | 18 januari 1990   |  |
| Denise spoort Vanessa aan om contact te zoeken met de knappe Elliot. Er lijkt iets moois te groeien, tot wanneer Vanessa achterhaalt dat hij reeds een vriendin heeft: Shana. Elliot, die onder de knoet blijkt te liggen, vraagt raad aan Denise wat hij moet doen en voor wie hij moet kiezen. Elliot volgt dat advies op, maar dat leidt tot een confrontatie tussen Denise en Shana. Gastoptreden van Malinda Williams. |             |                                     |                                     |                                           |                   |  |
| 140 | 16          | The Birthday Party                  | Tony Singletary                     | John Markus, Carmen Finestra en Gary Kott | 25 januari 1990   |  |
| Olivia is jarig. Denise voorziet een feestje waarop ze gezond, biologisch geteeld eten serveert. Cliff en Clair trachten haar te doen inzien dat kinderen enkel chocolade en junkfood willen. Daarom gaan beide partijen een weddenschap aan om te zien welk eten de kinderen prefereren. Daarbij komt dat Cliff het feestje moet leiden, maar de kinderen maken hem het leven zuur. |             |                                     |                                     |                                           |                   |  |
| 141 | 17          | Not Everybody Loves the Blues       | Chuck Vinson                        | Mark St. Germain                          | 1 februari 1990   |  |
| Theo vertelt zijn familie over het geweldige optreden van Riley Jackson dat hij de vorige avond eerder toevallig had gezien in een lokaal café. Tot zijn verbazing is Riley bij zijn ouders: hij blijkt een goede vriend te zijn van Russell. Riley nodigt de familie uit om 's avonds zijn concert bij te wonen. Iedereen is opgetogen, behalve Vanessa die bluesmuziek beu is gehoord. Haar mening verandert zodra Rileys optreden start met Baby, You Done Lost Your Good Thing Now. Gastoptreden van B.B. King |             |                                     |                                     |                                           |                   |  |
| 142 | 18          | Rudy's Walk on the Wild Side        | Jay Sandrich                        | Lore Kimbrough & Ehrich Van Lowe          | 8 februari 1990   |  |
| Rudy "leent" 2.30$ die Clair op tafel had gelegd om de droogkuis te betalen. Rudy gebruikt het geld om een oplichtend T-shirt te kopen. Ze tracht nu aan 2.30$ te geraken en dit terug te leggen voordat iemand iets heeft gemerkt. Cliff achterhaalt dit en zegt tegen Rudy dat ze haar moeder de waarheid moet vertellen en dat ze dat geld ook gewoon had kunnen vragen. Rudy biecht op dat ze dat niet durfde gezien het weinige geld dat mensen verdienen, refererend naar een artikel uit 1919 over het salaris van koolmijnwerkers. |             |                                     |                                     |                                           |                   |  |
| 143 | 19          | The Cosby Outtakes Show             |                                     |                                           |                   |  |
| Deze aflevering bestaat uit een opeenvolging van bloopers uit de afgelopen vijf seizoenen. |             |                                     |                                     |                                           |                   |  |
| 144 | 20          | Mr. Sandman                         | Tony Singletary                     | John Markus, Carmen Finestra en Gary Kott | 22 februari 1990  |  |
| Rudy zit in zak en as: ze moet tezamen dansen met de beste danser van haar school en haar zelfvertrouwen laat haar in de steek. Cliff laat daarom zijn dochter extra tapdanslessen volgen. Gastoptreden van Sandman Sims. |             |                                     |                                     |                                           |                   |  |
| 145 | 21          | Isn't It Romantic?                  | Tony Singletar                      | John Markus, Carmen Finestra en Gary Kott | 22 februari 1990  |  |
| Theo daagt Cliff, Elvin en Martin uit: welk van hen heeft het meest romantische huwelijk? Om dit na te gaan, stelt Cliff voor dat elk van hen voor hun vrouw een speciaal geschenk koopt. De reactie van de vrouwen zal uitmaken wie het meest romantische huwelijk heeft. Olivia komt dit echter te weten en verklapt dit aan de vrouwen. Zij spreken af het spel mee te spelen, maar dan in de tegenovergestelde richting. |             |                                     |                                     |                                           |                   |  |
| 146 | 22          | Theo's Dirty Laundry                | Jay Sandrich                        | John Markus, Carmen Finestra en Gary Kott | 15 maart 1990     |  |
| Cliff vindt in het wasgoed van Theo het ondergoed van Justine. Theo en Justine kunnen daarop niets anders dan te bekennen dat hij bij haar al langere tijd inwoont en dat zijn ouders dus voor niets huurgeld betalen aan het studentenhuis. Clair en Cliff stonden al niet echt achter deze relatie en eisen dan ook dat Theo terug verhuist naar zijn appartement. Theo verbreekt daarop alle contact met zijn familie. Justine heeft met Theo een goed gesprek waarna zij hun relatie verbreken omdat deze op verkeerde fundamenten was gebaseerd. Laatste aflevering met Michelle Thomas. |             |                                     |                                     |                                           |                   |  |
| 147 | 23          | What It's All About                 | Jay Sandrich                        | John Markus, Carmen Finestra              | 22 maart 1990     |  |
| Clair is volledig overwerkt. Daarom neemt Cliff haar mee naar een houten huisje ergens ver afgelegen in het bos. Echter: er is daar niets van luxe en het tocht er behoorlijk. Clair mist al snel haar comfortabele leven in een druk, chaotisch huis. |             |                                     |                                     |                                           |                   |  |
| 148 | 24          | Off to See the Wretched             | Carl Lauten en Malcolm-Jamal Warner | Mark St. Germain                          | 5 april 1990      |  |
| Vanessa en enkele vrienden gaan stiekem naar een concert in Baltimore. Met een valse identiteitskaart hebben ze een wagen gehuurd om de trip te kunnen maken. De uitstap is een regelrechte ramp: de auto wordt gestolen, hun inkomtickets werden door een nepcontroleur afhandig gemaakt en een zakkenroller heeft al hun geld gestolen. |             |                                     |                                     |                                           |                   |  |
| 149 | 25          | The Moves                           | Tony Singletary                     | Mark St. Germain                          | 19 april 1990     |  |
| Bernice, een vriendin en tevens advocate, brengt Clair een bezoek. Ook Jeffrey, de onlangs gescheiden buurman, is aanwezig. Bernice en Jeffrey lijken het goed met elkaar te vinden. Cliff en Clair sporen Jeffrey aan om een relatie met Bernice te starten, maar zijn zelfvertrouwen wordt te groot waardoor dit alles dreigt te mislukken. Gastoptreden van Mercedes Ruehl. |             |                                     |                                     |                                           |                   |  |
| 150 | 26          | Live and Learn                      | Tony Singletary                     | Matt Robinson                             | 26 april 1990     |  |
| Denise wil haar studies verderzetten, maar haar referenties van Hillman zijn niet geldig waardoor ze terug in het eerste jaar moet starten. Zij is er zeker van dat ze werd geweigerd omdat ze een getrouwde vrouw-met-kind is. Wanneer blijkt dat de leraar van Olivia rapmuziek gebruikt om de leerstof aan te leren, wil ze in de school komen helpen. Ook daar wordt ze afgewezen omdat ze niet over het nodige diploma beschikt. |             |                                     |                                     |                                           |                   |  |
| 151 | 27          | The Storyteller                     | Carl Lauten                         | Lore Kimbrough                            | 3 mei 1990        |  |
| Olivia moet op zondag met de rest van de familie Huxtable naar de kerk. Zij wil niet en komt met het argument dat "God liever heeft dat ze naar de dierentuin gaat". Na een gesprek met een groottante van Cliff over kerkdiensten, verandert Olivia van mening en vindt ze het zelfs een goed idee om naar de kerk te gaan. Gastoptreden van Minnie Gentry en Mavis Staples |             |                                     |                                     |                                           |                   |  |

## Seizoen 7
| Nr. serie | Nr. seizoen | Titel van aflevering                                      | Regie                               | Schrijver                                       | Uitzenddatum                 |  |
| --- | ----------- | --------------------------------------------------------- | ----------------------------------- | ----------------------------------------------- | ---------------------------- |  |
| 152 | 1           | Same Time Next Year                                       | Jay Sandrich                        | Ehrich Van Lowe                                 | 20 september 1990            |  |
| Het nieuwe schooljaar start. Rudy vreest dat haar lichaam "niet volwassen genoeg is" ten opzichte van haar medeleerlingen. Denise vreest dat Olivia's eerste schooldag een traumatische ervaring zal zijn, maar Olivia zelf staat te springen om te gaan. Theo komt thuis van een vakantie in Europa. |             |                                                           |                                     |                                                 |                              |  |
| 153 | 2           | Bird in the Hand                                          | Jay Sandrich                        | Steve Kline en Bryan Winter                     | 27 september 1990            |  |
| Cliff wil naar een veiling waar hij een zeldzame langspeelplaat wil kopen van Charlie Parker, maar dokter Harmon wil het item ook in bezit krijgen. Daarbij komt dat Cliff net die dag Olivia moet helpen in de kleuterschool. Vandaar dat Cliff zijn bod uitbrengt over de telefoon. Wanneer Harmon geen bod meer uitbrengt, denkt Cliff de nieuwe eigenaar te worden, maar dan meldt een derde anonieme bieder zich aan. |             |                                                           |                                     |                                                 |                              |  |
| 154 | 3           | The Last Barbecue                                         | Ellen Falcon                        | Bernie Kukoff en Janet Leahy                    | 4 oktober 1990               |  |
| De zus van Martin trouwt, vandaar dat er een vrijgezellenfeest wordt gehouden ten huize Huxtable. Theo wil een stripper inhuren. De meeste mannen zien dat wel zitten, maar de vrouwen vinden dit oneervol. |             |                                                           |                                     |                                                 |                              |  |
| 155 | 4           | Period of Adjustment                                      | Ellen Falcon                        | Gordon Gartrelle en Lore Kimbrough              | 11 oktober 1990              |  |
| Tiener Pam Tucker, een nichtje van Clair, komt tijdelijk inwonen. Zij moet zich aan de regels van Clair en Cliff houden waardoor onder andere feestjes op weekdagen verboden zijn. Pam houdt zich aan geen enkele regel en heeft er geen problemen mee dat ze wordt gestraft. Eerste aflevering met Erika Alexander in de rol van Pam. Gastoptreden van Karen Mailina White, Allen Payne en Mushond Lee |             |                                                           |                                     |                                                 |                              |  |
| 156 | 5           | It's All in the Game                                      | Neema Barnette                      | Janet Leahy en Bryan Winter                     | 18 oktober 1990              |  |
| Clair en Cliff komen thuis van een weekend in Vermont en belanden in een chaotisch huis: Olivia heeft haar stiften gewassen in de vaatmachine, Vanessa heeft een ongeluk gehad met Cliffs wagen en Theo heeft heel wat huishoudgerief aangeslagen om te gebruiken in zijn eigen studentenkamer. |             |                                                           |                                     |                                                 |                              |  |
| 157 | 6           | Getting the Story                                         | Ellen Falcon                        | Mark St. Germain, Lore Kimbrough en Janet Leahy | 25 oktober 1990              |  |
| Rudy en Kenny nemen deel aan een videowedstrijd op school. Ze willen een spannende, sensationele film maken over criminelen en kunnen Clair overtuigen om haar werkdag op te nemen. Het resultaat is een eerder langdradige, saaie boel vandaar dat de kinderen beslissen om Cliff een dagje te volgen. In het moederhuis kunnen ze een vader overtuigen om een kopie te krijgen van de opnames van de geboorte van zijn zoon. Rudy en Kenny willen daarna laten uitschijnen dat ze de opnames zelf hebben gemaakt. Cliff achterhaalt de waarheid en verbiedt de kinderen om de tape in te sturen. Daarom beslissen Rudy en Kenny om een nieuwe opname te maken waarin ze beschrijven wat ze op de film zagen.                                                                |             |                                                           |                                     |                                                 |                              |  |
| 158 + 159 | 7 + 8       | Just Thinking About It                                    | Jay Sandrich                        | Bernie Kukoff en Ehrich Van Lowe                | 1 november 1990              |  |
| Pams vriend Slide wil gemeenschap met haar, maar zij vindt dit nog te vroeg. Daarom vraagt ze Cliff en Clair naar hun advies: zij zijn van mening dat als Slide echt van Pam houdt, hij haar keuze moet respecteren. Olivia heeft een nieuwe vriend: Dwayne, een onzichtbare Sint-bernard. Olivia gebruikt de hond als dader voor al haar ondeugende streken. Cliff maakt een einde aan de onzichtbare hond: hij kan Dwayne ook zien en weet zo wat Olivia uitspookt. |             |                                                           |                                     |                                                 |                              |  |
| 160 | 9           | The Infantry Has Landed (and They've Fallen Off the Roof) | John Bowab                          | Gordon Gartrelle, Lore Kimbrough en Janet Leahy | 8 november 1990              |  |
| Theo maakt een psychologisch profiel op van Cliff en komt tot de conclusie dat Cliff een soort van "voortvluchtigheidsangstsyndroom" heeft. Rudy heeft haar eerste maandstonde en hoort allerlei verhalen van haar vriendinnen. Daarom leest ze een boek over het onderwerp en komt tot de conclusie dat die verhalen oudewijvenpraat zijn. |             |                                                           |                                     |                                                 |                              |  |
| 161 | 10          | You Can Go Home Again                                     | Oz Scott                            | Lore Kimbrough, Steve Kline en Bernie Kukoff    | 15 november 1990             |  |
| Denise en Martin hadden het voorbije weekend het huis voor zich. Dit viel hen zo goed mee dat ze een eigen appartement willen. Rudy vindt dat een zeer goed idee omdat ze dan haar kamer niet meer moet delen met Olivia. |             |                                                           |                                     |                                                 |                              |  |
| 162 | 11          | It's a Boy                                                | Chuck Vinson                        | Bernie Kukoff en Ehrich Van Lowe                | 29 november 1990             |  |
| Pam heeft haar relatie met Slide beëindigd. Nu is ze samen met Aaron, een uitstekende leerling. Alfred, die weldra vader wordt, heeft met Cliff een gesprek over de opvoeding van zijn toekomstige zoon. Ook spreekt hij met Theo over hoe kinderen hun vader aanzien als het op sport aankomt. Olivia weet wat ze later wil worden: zowel een dokter als professioneel Americanfootballspeler. |             |                                                           |                                     |                                                 |                              |  |
| 163 | 12          | Clair's Liberation                                        | John Bowab                          | Bernie Kukoff en Ehrich Van Lowe                | 6 december 1990              |  |
| Clairs menopauze is begonnen. De kinderen denken daarbij dan aan de stereotiepe verhalen zoals wisselende gemoedstoestanden, opvliegers, ... Cliff en Clair spreken af het spel mee te spelen in een overtreffende trap. Pam en Aaron maken een romantische avondwandeling. |             |                                                           |                                     |                                                 |                              |  |
| 164 | 13          | It's Your Move                                            | Jay Sandrich                        | Steve Kline & Bryan Winter                      | 13 december 1990             |  |
| Het is de finale van het footballseizoen en Elvin wil 's avonds de rechtstreekse match op televisie volgen. Sondra heeft echter aan een vriendin toegezegd dat zij 's namiddags komen helpen met de verhuis. Daarom schakelt Elvin ook Theo en Martin in zodat de verhuis tijdig gedaan is. Sondra en Nancy, die geen interesse hebben in football, doen er alles aan om de verhuis zo traag mogelijk te laten verlopen. |             |                                                           |                                     |                                                 |                              |  |
| 165 | 14          | Theo's Final Final                                        | Neema Barnette                      | Elaine Arata                                    | 3 januari 1991               |  |
| Theo moet enkel nog een examen economie maken. In plaats van te studeren, gaat hij uit met Cheryl, een vrouw die hij eerder op de dag in de cafetaria van de universiteit heeft ontmoet. Gastoptreden van Vanessa A. Williams, Rachel True en Michael Weatherly |             |                                                           |                                     |                                                 |                              |  |
| 166 | 15          | Attack of the Killer B's                                  | Art Dielhenn                        | Elaine Arata & Lore Kimbrough                   | 10 januari 1991              |  |
| Dankzij Theo zijn studieadvies, gaan de punten van Pam zienderogen vooruit, maar dat leidt tot wrok bij haar klasgenoten. Met haar nieuw resultaat droomt Pam al over de universiteit, maar ze heeft geen idee hoe ze dat moet bekostigen. Olivia wil later President van de Verenigde Staten worden: ze kan dan haar eigen ontworpen vlag omdopen tot de nieuwe Amerikaanse vlag, zoveel gevulde kalkoen eten als ze wil en zelf bepalen wanneer ze gaat slapen. |             |                                                           |                                     |                                                 |                              |  |
| 167 | 16          | Total Control                                             | Jay Sandrich                        | Bernie Kukoff en Ehrich Van Lowe                | 31 januari 1991              |  |
| Basketball coach Ray Evans en zijn vrouw Alicia staan op het punt ouders te worden. Ze hebben zich hierop goed voorbereid en weten perfect wat te doen zodra de weeën beginnen. Verder hebben ze cursussen gevolgd voor zwangerschapsoefeningen. Ondanks dit verloopt alles chaotisch zodra Alicia's water is gebroken. Tijdens de bevalling – die meer dan drie uur duurt – ontstaat er ruzie tussen het koppel waardoor Ray de verloskamer verlaat. Cliff moet er alles aan doen om de coach te kalmeren en terug bij zijn vrouw te krijgen. Gastoptreden van John Ritter en Amy Yasback. |             |                                                           |                                     |                                                 |                              |  |
| 168 | 17          | Adventures in Babysitting                                 | Oz Scott                            | Steve Kline                                     | 7 februari 1991              |  |
| Cliff, Clair, Jim Hammon en zijn vrouw Nicole nemen deel aan een kaarttornooi voor het goede doel. Onverwacht komen Cliff en Jim enerzijds en Clair en Nicole anderzijds tezamen in de finale. Rudy is voor de eerste keer de babysit van Olivia. Olivia wil zo laat mogelijk opblijven en kan Rudy overtuigen om naar een griezelfilm te kijken. Hun fantasie gaat zo ver dat ze imaginaire monsters in het huis zien en horen. Vandaar dat ze de hele woonkamer barricaderen zodat niemand deze nog kan betreden. Gastoptreden van Bern Nadette Stanis. |             |                                                           |                                     |                                                 |                              |  |
| 169 | 18          | 27 and Still Cooking                                      | Neema Barnette                      | Gordon Gartrelle en Janet Leahy                 | 14 februari 1991             |  |
| Cliff wil Clair verrassen op hun 27ste huwelijksverjaardag: hij wil de woonkamer inkleden in het thema van een restaurant in de Caraïben waar ze destijds op huwelijksreis zijn geweest. Theo, Pam en Rudy hebben die taak op zich genomen. Cliff heeft ook de toenmalige kok kunnen overtuigen om te komen koken en een Calypsoband ingehuurd. De kinderen vinden niet de nodige inkleding, de kok (nu een chef in gourmet) weigert de toenmalige schotel te maken en de muziekgroep is twee uur eerder. Daarbovenop heeft Cliff ook nog eens de griep. |             |                                                           |                                     |                                                 |                              |  |
| 170 | 19          | The Return of the Clairettes                              | Neema Barnette                      | Lisa Albert                                     | 21 februari 1991             |  |
| Rudy gaat met 3 vrienden en 3 vriendinnen naar de bioscoop, maar de meisjes haken op het laatste ogenblik af. Clair krijgt bezoek van een oude vriendin en haar man. Al snel blijkt dat de dames goed kunnen zingen en krijgen ze van hun mannen de naam "The Clairettes". |             |                                                           |                                     |                                                 |                              |  |
| 171 | 20          | No More Mr. Nice Guy                                      | Jay Sandrich                        | Steve Kline en Bryan Winter                     | 28 februari 1991             |  |
| Theo is alleen thuis en organiseert een romantische avond met Cheryl. Dit loopt niet zoals verwacht. Denny en Ellen komen onverwacht op bezoek. Cliff en Clair komen omwille van het regenweer eerder terug van hun vakantie en de grootouders komen langs om een tafelzaag te lenen die door Elvin moet worden vervoerd. Laatste opgenomen aflevering met Lisa Bonet |             |                                                           |                                     |                                                 |                              |  |
| 172 | 21          | Home Remedies                                             | Jay Sandrich                        | Mark St. Germain                                | 7 maart 1991                 |  |
| Olivia heeft een muzieknummer ingestudeerd dat ze wil zingen op de 55ste huwelijksverjaardag van haar overgrootouders. Echter is ze omwille van faryngitis aan bed gekluisterd en heeft ze bijgevolg geen stem. Haar familieleden trachten haar stem terug te krijgen met huismiddeltjes. Uiteindelijk stelt Cliff voor dat Olivia een playbacknummer brengt van Koko Taylors I'm a woman. Aaron Huxtable haalt heel wat obscure verhalen op over zijn leven. |             |                                                           |                                     |                                                 |                              |  |
| 173 | 22          | Nightmare on Stigwood Avenue                              | Carl Lauten en Malcolm-Jamal Warner | Lore Kimbrough en Steve Kline                   | 21 maart 1991                |  |
| Olivia krijgt met haar constante gehuil en gegil alles gedaan van de rest van haar familie. Rudy daarentegen wordt alles ontzegd en het is duidelijk Olivia daar ook voor iets tussen zit. Rudy tracht de anderen dat tevergeefs te doen inzien. Daarbij komt dat Clair, Charmaine en Vanessa al hun commentaar zingen in een Supreme-achtige stijl. Uiteindelijk blijkt dit alles zich voor te doen in een nachtmerrie van Rudy. |             |                                                           |                                     |                                                 |                              |  |
| 174 | 23          | There's Still No Joy in Mudville                          | Carl Lauten                         | Gordon Gartrelle en Matt Robinson               | 4 april 1991                 |  |
| Cliff heeft de bowlingwedstrijd verloren en zoals eerder afgesproken betaalt de verliezer het eten. Tijdens dat eten ontmoeten ze Carleton en dokter Harmon die allerhande baseball-herinneringen ophalen. Laatste aflevering met Sullivan Walker als James Harmon. Gastoptreden van Frank Robinson en Joe Black |             |                                                           |                                     |                                                 |                              |  |
| 175 | 24          | Cliff and Jake                                            | Jay Sandrich                        | Mark St. Germain                                | 11 april 1991                |  |
| Er is 50% korting in de winkel van Jake. Iedereen tracht er alles aan te doen om dit verborgen te houden voor Cliff. Cliff komt dit toch te weten en gaat langs om een schuurmachine te kopen. Jake is slechtgezind: hij had een auto-ongeval en moet nu aan een zekere Stanley Rappaport een aanzienlijke schadevergoeding betalen. Kort daarna heeft Cliff een gesprek met Cookie, de dochter van Jake. Zij blijkt een relatie te hebben met Stanley en ze wil nu Cliff inschakelen als bemiddelaar voor een verzoening. Gastoptreden van Red Buttons, E.G. Marshall en Audry Landers. Deze aflevering behoort tot seizoen 6, maar werd toen niet uitgezonden. Vandaar dat in deze aflevering Lisa Bonet te zien is                                                         |             |                                                           |                                     |                                                 |                              |  |
| 176 + 177 | 25 + 26     | Theo and the Kids                                         | John Bowab                          | Bernie Kukoff en Ehrich Van Lowe                | 25 april 1991 en 21 mai 1991 |  |
| Theo start als psycholoog-stagiair in een plaatselijk schooltje. Hij wil de coole gast uithangen en trapt niet in de grappen van de leerlingen omdat hij ze vroeger zelf uitvoerde. Al snel begrijpt hij dat niet zijn imago belangrijk is, maar wel het helpen van de kinderen. Zo ontdekt hij dat Stanley een zeer slecht handschrift heeft en moeilijk kan lezen. Dit doet hem vermoeden dat de jongen ook aan dyslexie lijdt en laat hem een test doen. Theo is ook bekommert over een jongen die na school moet werken omdat zijn familie te weinig verdient. Theo moet dan voor zichzelf toegeven dat hij niet alle kinderen met hun problemen kan helpen. Gastoptreden van Lynne Thigpen. Eerste aflevering met Merlin Santana als Stanley en Eugene Byrd als Eugene." |             |                                                           |                                     |                                                 |                              |  |

## Seizoen 8
| Nr. serie | Nr. seizoen | Titel van aflevering                              | Regie                               | Schrijver                                                       | Uitzenddatum      |  |
| --- | ----------- | ------------------------------------------------- | ----------------------------------- | --------------------------------------------------------------- | ----------------- |  |
| 178 | 1           | With This Ring?                                   | John Bowab                          | Adriana Trigiani                                                | 19 september 1991 |  |
| Vanessa, die ondertussen les volgt in een Amerikaans college, verrast haar ouders: ze heeft al een jaar een relatie met Dabnis, hoofd van de klusjesdienst van haar school, en ze zijn ondertussen verloofd. Clair is bezorgd omwille van het leeftijdsverschil: Dabnis is volgens Vanessa rond de dertig jaar oud. Eerste aflevering met William Thomas. Jr als Dabnis Brickey |             |                                                   |                                     |                                                                 |                   |  |
| 179 | 2           | There's No Place Like This Home                   | John Bowab                          | Gordon Gartrelle en Janet Leahy                                 | 26 september 1991 |  |
| Elvin en Sondra staan op het punt een lening aan te gaan zodat ze eindelijk een huis kunnen kopen. Echter, de bank wil de lening uiteindelijk niet aangaan waardoor Elvin en Sondra genoodzaakt zijn "met de kleinkinderen te verhuizen naar een goedkoop motel ergens in de stad". Dat zien de grootouders niet zitten, dus krijgen zij de kamer van Denise. Daardoor moet Rudy haar kamer terug delen met Olivia. Cliff wilde zijn woning ook uitbreiden zodat Clair een kamer voor zichzelf heeft, maar omwille van de weigering dient hij zijn verbouwingswerken op te bergen. Clair stelt voor om in de keuken toch een extra raam te voorzien met daarachter een kruidentuintje. |             |                                                   |                                     |                                                                 |                   |  |
| 180 | 3           | Particles in Motion                               | John Bowab                          | Adriana Trigiani en Linda M. Yearwood                           | 3 oktober 1991    |  |
| Theo heeft weldra zijn eerste ouderavond dus oefent hij met Cliff en Clair aan welke vragen en opmerkingen hij zich zoal kan verwachten. Rudy wordt verliefd op Stanley, dit tot frustratie van Kenny die altijd dacht dat hij met Rudy een koppel zou vormen. Uit wraak saboteert hij het afspraakje tussen Rudy en Stanley. Gastoptreden van Saundra Quarterman. |             |                                                   |                                     |                                                                 |                   |  |
| 181 | 4           | Pam Applies to College                            | John Bowab                          | Walter Allen Bennett, Jr.                                       | 10 oktober 1991   |  |
| Pam wil later les volgen op het Hilman College, maar haar lage schoolcijfers en SAT-test laten dit niet toe. Haar schoolbegeleidster raadt dan ook aan om les te volgen in een staatshogeschool. Ook Cliff vreest dat Pam nooit zal worden toegelaten in een voorname privéschool. |             |                                                   |                                     |                                                                 |                   |  |
| 182 | 5           | Warning: A Double-Lit Candle Can Cause a Meltdown | Malcolm-Jamal Warner                | Walter Allen Bennett, Jr.                                       | 17 oktober 1991   |  |
| Rudy en twee vriendinnen willen naar "The Exchange" gaan, een discotheek voor +16-jarigen. Daarom willen ze zich met make up en kledij ouder voordoen dan ze zijn. Hoewel Cliff en Clair dit achterhalen, laten ze de meisjes toch gaan op voorwaarde dat Pam, Lance en Charmaine hun chaperonne zijn. Gastoptreden van Special Ed en Daryl Mitchell. |             |                                                   |                                     |                                                                 |                   |  |
| 183 | 6           | It's Apparent to Everyone                         | Neema Barnette                      | Hugh O'Neill                                                    | 24 oktober 1991   |  |
| Het huis is overbevolkt en dat werkt Cliff drastisch op de zenuwen. In een driftbui beslist Cliff dat de tweeling van Elvin en Sondra enkel nog in de kinderbox mogen verblijven. De achterliggende oorzaak zijn de kruimels van hun koekjes die Cliff nu moet stofzuigen. Sondra vindt de beslissing van Cliff mensonwaardig waardoor er een ruzie ontstaat tussen Sondra en Elvin enerzijds en Cliff en Clair anderzijds. De gemoederen worden nog verhit wanneer blijkt dat Sondra en Elvin niet "enkele dagen" maar wellicht nog "enkele maanden" in het huis zullen verblijven omdat hun lening nog steeds niet in orde is. Cliff vraagt zijn vader om hulp. Deze is bereid iets te doen, maar weigert om Sondra met haar gezin onderdak te geven.                                    |             |                                                   |                                     |                                                                 |                   |  |
| 184 | 7           | The Iceman Bricketh                               | Carl Lauten                         | Courtney Flavin & Hugh O'Neill en Adriana Trigiani              | 31 oktober 1991   |  |
| Russel heeft uit een betrouwbare bron vernomen dat Vanessa verloofd is. Daaruit blijkt ook dat Dabnis er in werkelijkheid 45 is en slechts een gewone klusjesman is in plaats van afdelingshoofd. Cliff en Clair kunnen niets anders dan dit te bevestigen. Russel en Carrie willen dan ook zo snel mogelijk Dabnis ontmoeten dus wordt hij uitgenodigd ten huize Huxtable. Tot Vanessa haar verbazing zijn Cliff en Clair na het gesprek veel positiever over Dabnis en ook haar grootouders vinden hem geschikt. Daardoor kan de trouwpartij zonder tegenkantingen doorgaan en kan het koppel een trouwdatum vastleggen. |             |                                                   |                                     |                                                                 |                   |  |
| 185 | 8           | Olivia's Field Trip                               | John Bowab                          | Courtney Flavin                                                 | 7 november 1991   |  |
| Onverwacht dient Cliff begeleider te zijn op de schooluitstap van Rudy's klas naar het museum. Met tegenzin stemt Cliff in met een bijkomende voorwaarde dat er op de bus niet mag worden gezongen. Gids Jeffrey Engels gebruikt termen en een uitleg die door niemand van de kinderen worden begrepen. Vandaar dat Cliff de uitleg overneemt. Zijn verhaal over de grizzlybeer is dan weer zo angstaanjagend dat de kinderen volledig in paniek zijn. Gastoptreden van Wallace Shawn. |             |                                                   |                                     |                                                                 |                   |  |
| 186 | 9           | For Men Only                                      | John Bowab                          | Walter Allen Bennett, Jr.                                       | 14 november 1991  |  |
| Cliff is gastspreker in het gemeenschapscentrum waar Theo stage loopt. Hij spreekt met de jongens over het leven in de echte wereld en dat men moet werken om geld te verdienen, want geld is noodzakelijk om te kunnen overleven. Ondertussen past Russel op Olivia. Hij komt tot de conclusie dat zij verslaafd is aan gewelddadige computerspellen. Russel wil daarom met haar Mikado spelen. Olivia heeft in zulke oude saaie spellen geen zin en uiteindelijk overtuigt ze Russel om het computerspel ook eens te spelen. Dat heeft tot gevolg dat Russel ook verslaafd wordt aan de spelcomputer. |             |                                                   |                                     |                                                                 |                   |  |
| 187 | 10          | Olivia Comes Out of the Closet                    | John Bowab                          | Kathleen McGhee-Anderson                                        | 21 november 1991  |  |
| Martin wordt door de Marine voor langere tijd op missie gestuurd. Hij heeft Olivia beloofd dat hij niet zal vertrekken zonder vooraf afscheid van haar te nemen. Vandaar dat Olivia zich verbergt in een kast in de hoop dat haar vader nooit zal vertrekken. Als afscheidscadeau hebben de Huxtables Miriam Makeba geboekt voor een optreden in hun huis. Omdat Olivia zoek is, wordt een zoektocht gestart en wordt Miriam genegeerd. Gastoptreden van Miriam Makeba. |             |                                                   |                                     |                                                                 |                   |  |
| 188 | 11          | Two Is a Crowd                                    | Jay Sandrich                        | Gordon Gartrelle en Janet Leahy                                 | 5 december 1991   |  |
| Kenny heeft vernomen dat Rudy en Stanley geen koppeltje meer zijn dus waagt hij zijn kansen. Echter is zijn bron foutief. Dabnis is in alle staten: Vanessa heeft hem een bericht achtergelaten dat ze "terug naar haar familie gaat" waaruit hij afleidt dat ze de verloving wil verbreken. |             |                                                   |                                     |                                                                 |                   |  |
| 189 | 12          | Clair's Place                                     | John Bowab                          | Adriana Trigiani                                                | 19 december 1991  |  |
| Clair heeft eindelijk haar eigen kamer die ze nota bene kan afsluiten met een zescijferige code. Cliff wil de code kennen voor in geval van nood, maar Clair vindt dat overbodig. Het resultaat is dat Clair nu bijna de hele dag in die kamer zit en dat de andere familieleden nu zelf oplossingen moeten zoeken voor zaken waarvoor ze vroeger bij Clair terecht konden. |             |                                                   |                                     |                                                                 |                   |  |
| 190 | 13          | Theo's Future                                     | Jay Sandrich                        | Hugh O'Neill, Gordon Gartrelle en Janet Leahy                   | 2 januari 1992    |  |
| Ondanks Theo een betalende stage heeft, brengt dit financieel niet veel op. Wanneer hij naar de bedrijfsvoorstelling van TarTan Company gaat, een grote soepfabrikant, geeft Theo zijn mening hoe hij de personeelsdienst zou leiden. Daarop krijgt hij prompt een sollicitatiegesprek aangeboden in San Francisco waar het bedrijf is gevestigd. Theo pakt zijn koffers, maar zijn maat Eugene heeft bedenkingen: hoe kan Theo deze eventueel nieuwe job combineren met zijn studies en het werk in het gemeenschapscentrum? |             |                                                   |                                     |                                                                 |                   |  |
| 191 | 14          | The Price Is Wrong                                | Malcolm-Jamal Warner                | Gordon Gartrelle en Janet Leahy                                 | 9 januari 1992    |  |
| De gepensioneerden klagen over de lokale supermarkt: ondanks de prijzen keer op keer stijgen, gaat de kwaliteit er altijd op achteruit. Daarom stelt Pam voor om regelmatig met de ouderen naar een verder gelegen supermarkt te rijden waar de condities beter zijn. Volgens Russel heeft de lokale supermarkt geen rechtstreekse concurrent waardoor ze kunnen doen wat ze willen. Pam, Lance en Charmaine starten daarom een protestactie: ze stellen voor dat iedereen in de lokale supermarkt betaalt met pennies wat leidt tot ellenlange wachtrijen aan de kassa's. |             |                                                   |                                     |                                                                 |                   |  |
| 192 | 15          | Bring Me the Lip Gloss of Deirdre Arpelle         | John Bowab                          | Courtney Flavin                                                 | 16 januari 1992   |  |
| Om wat meer zakgeld te hebben, wordt Pam de persoonlijke secretaresse van Cliff. Dit loopt goed tot wanneer mevrouw Minifield op het punt staat te bevallen. Ze wil enkel dokter Huxtable, die momenteel niet aan het werk is, waardoor Pam haar hun privéadres geeft en de dame even later aanbelt. Rudy en Stanley werken aan een schoolproject. Plots staat Kenny met zijn nieuw vriendinnetje Deirdre bij hen. Ze willen Rudy en Stanley helpen, als is het voor Rudy heel duidelijk dat Kenny er enkel is om haar jaloers te maken met Deirdre. Ook Deirdre begrijpt de werkelijke toedracht en verbreekt haar vriendschap met Kenny. Dan beseft Kenny dat hij Deirdre graag ziet. Gastoptreden van Ed Lover. Eerste aflevering met Gabrielle Carmouche in de rol van Deirde Arpelle. |             |                                                   |                                     |                                                                 |                   |  |
| 193 | 16          | Eat, Drink and Be Wary                            | Carl Lauten en Malcolm-Jamal Warner | Jill Condon & Leslie Strain                                     | 30 januari 1992   |  |
| Clair moet op zakenreis. Omdat ze weet dat Cliff graag fastfood eet, zoekt ze in het huis naar een plaats waar Cliff mogelijk al zijn chips, chocolade en ander snoepgoed heeft verstopt. Tot haar verbazing vindt ze niets. Cliff zweert dat hij zijn levensstijl heeft aangepast. De rest van de familie is dan ook verbaasd dat hij met veel zin eet van de kip met rijst en broccoli. Echter, 's avonds onderschept Sondra een bestelling van Buffalo Food: gefrituurde kippenvleugels, pizza en ijs. |             |                                                   |                                     |                                                                 |                   |  |
| 194 | 17          | The Getaway                                       | Chuck Vinson                        | Hugh O'Neill                                                    | 6 februari 1992   |  |
| Cliff ziet al lang uit naar deze dag: Elvin, Sondra en de tweeling verhuizen eindelijk en hebben een woning gevonden in New Jersey. Terwijl Sondra en Elvin zich met de eigenlijke verhuis bezighouden, speelt Cliff met de tweeling verstoppertje. Daarbij vernielt Cliff een oude grootvadersklok. Wanneer Elvin 's avonds terugkomt, spreekt hij Cliff aan over een probleem: hij en zijn gezin hebben een auto nodig, maar ze beschikken niet over de nodige financiën. Het zou dus handig zijn, mochten ze voorlopig de auto van Cliff gebruiken. Gastoptreden van Jim Valvano en Dick Valcke. |             |                                                   |                                     |                                                                 |                   |  |
| 195 | 18          | Cliff Gets Jilted                                 | John Bowab                          | Stuart Silverman                                                | 6 februari 1992   |  |
| Sondra en Elvin geven een housewarmingparty, maar omdat er een defect is aan de waterboiler, zijn ze genoodzaakt het feestje te verplaatsen naar Clair en Cliff. Russel heeft groot nieuws: hij heeft vernomen dat Vanessa en Dabnis een huwelijksdatum hebben. Zijn bron is verkeerd: Vanessa en Dabnis hebben gezamenlijk beslist hun verloving te verbreken. |             |                                                   |                                     |                                                                 |                   |  |
| 196 | 19          | Cliff and Theo Come Clean                         | John Bowab                          | Adriana Trigiani                                                | 13 februari 1992  |  |
| Olivia moet voor een schoolwerk anderen vragen hoe hun leven als zesjarige was. Ze start bij Cliff, maar komt al snel tot de conclusie dat zijn herinneringen allicht niet betrouwbaar zijn: zo beweert hij dat zijn toenmalige fiets nu in het Smithsonian Institution hangt naast de Spirit of St. Louis. Vandaar dat ze zijn verhalen checkt bij Russell. Russel brengt een meer geloofwaardige versie over Cliff zijn kinderjaren met daarin anekdotes die Cliff zelf was vergeten. In het gemeenschapscentrum waar Theo werkt is er een moreel en ethisch probleem: wat te doen met de gevonden portefeuille waar enkel 600 Amerikaanse Dollar in zit? |             |                                                   |                                     |                                                                 |                   |  |
| 197 | 20          | Clair's Reunion                                   | Carl Lauten & Anne-Louise Wallace   | Marcia L. Leslie                                                | 20 februari 1992  |  |
| Clair heeft enkele oud-studenten uitgenodigd om af te spreken hoe ze hun voormalige professor kunnen eren. Daarbij halen ze heel wat schoolherinneringen op. Olivia heeft een "schoonheidssalon" geopend en Cliff is haar eerste klant. Gastoptreden van Margaret Avery, CCH Pounder en Daphne Maxwell Reid. |             |                                                   |                                     |                                                                 |                   |  |
| 197 | 21          | Rudy's Retreat                                    | Carl Lauten en Maynard C. Virgil I  | Lisa S. Benjamin en Nina Combs                                  | 27 februari 1992  |  |
| Sondra en Elvin hebben met een notaris gesproken over hun testament. Ze willen daarin hun kinderen opnemen als erfgenamen, maar er moet ook beslist worden wie er voor de kinderen zal zorgen in geval de ouders vroegtijdig komen te sterven. Rudy gaat buiten de schreef en wordt door Clair op haar plaats gezet. Hierop wordt Rudy bokkig. Voor Cliff is het duidelijk: hun dertienjarige dochter zit duidelijk in de puberteit. |             |                                                   |                                     |                                                                 |                   |  |
| 198 | 22          | You Can't Stop the Music                          | Carl Lauten en Maynard C. Virgil I  | Lisa S. Benjamin en Nina Combs                                  | 26 maart 1992     |  |
| Clair wordt door een publieke radiozender in uiterste nood gevraagd om adviseur te zijn in hun praatprogramma over juridisch advies. Cliff luistert naar een rechtstreekse uitzending over Latin jazz. Vandaar dat Kenny aangesteld wordt als oppas voor Olivia. Gastoptreden van Graciela, Willie Colón en Mario Bauza. |             |                                                   |                                     |                                                                 |                   |  |
| 200 | 23          | Some Gifts Aren't Deductible                      | John Bowab                          | Courtney Flavin                                                 | 23 april 1992     |  |
| Clair smeekt Cliff dat zij hun jaarlijkse belastingbrief invult. Cliff wil hier niet van weten en blijft bij zijn standpunt dat Elvin, Sondra, de tweeling, Olivia en Pam het vorige jaar op hun kosten hebben ingewoond en dus belastingtechnisch gezien "ten laste" zijn. Kenny is de verjaardag van Deirdre vergeten, vandaar dat hij last minute een feestje organiseert bij de familie Huxtable. Deirdre realiseert zich dit en wil Kenny nooit meer zien. Kenny vraagt Stanley om hulp. Stanley wil uiteraard dat Kenny het bij Deirdre terug goedmaakt, anders is hij terug een rivaal om in de gunst van Rudy te staan. |             |                                                   |                                     |                                                                 |                   |  |
| 201 + 202 | 24 + 28     | And So, We Commence                               | Jay Sandrich                        | Courtney Flavin & Gordon Gartrelle & Janet Leahy & Hugh O'Neill | 30 april 1992     |  |
| Theo studeert af. Om dit te vieren, heeft Cliff heel wat familieleden, kennissen en vrienden uitgenodigd. Zijn lijst van genodigden blijft maar langer worden ondanks Theo bezwaar maakt op het aantal. Cliff herinnert hoe hij slechts acht jaar eerder een dertienjarige jongen met behulp van Monopoly de realiteit van het leven wilde aantonen. |             |                                                   |                                     |                                                                 |                   |  |